# Illes Balears

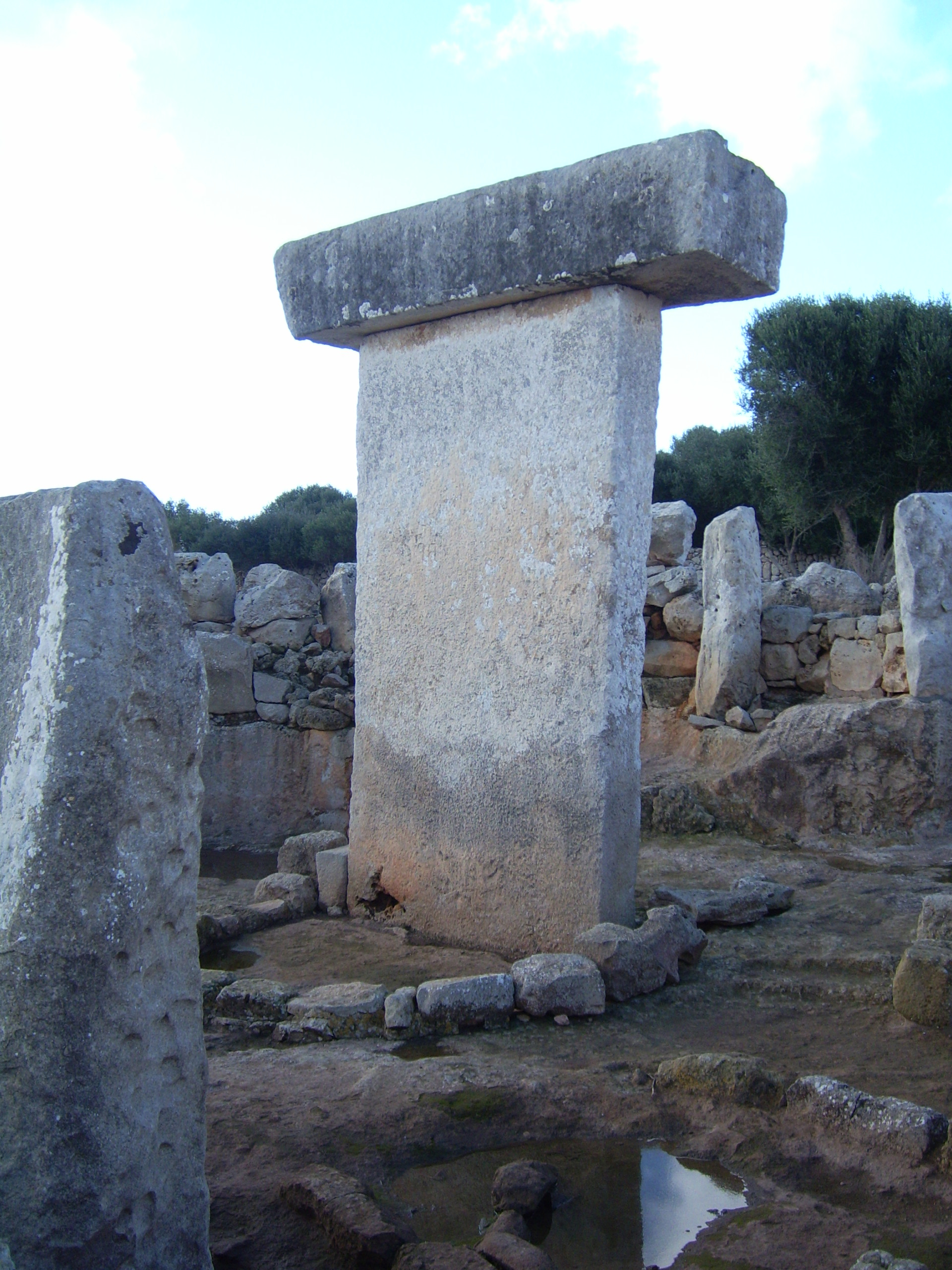
Taula de Torralba d'en Salort

Les illes Balears (per a referir-se a l'arxipèlag) o Illes Balears (per a referir-se a la divisió administrativa) són un arxipèlag de la Mediterrània occidental, format per quatre grans illes (Mallorca, Menorca, Eivissa i Formentera) i diversos illots. Són reconegudes com a nacionalitat històrica i constituïdes actualment com a comunitat autònoma d'Espanya. És un dels territoris pertanyents als Països Catalans.
Amb 1.171.543 d'habitants distribuïts entre mallorquins, menorquins, eivissencs i formenterencs, les Illes Balears representen el 7,7% de la població total dels Països Catalans (i gairebé el 2,5% d'Espanya). És una delimitació basada en la similitud lingüística (no va existir mai com a subjecte polític) tot i que la comunitat de territoris catalanoparlants té el seu origen històric en l'expansió de la Corona d'Aragó.

## Nom
El nom de les illes Balears prové del grec Βαλλιαρεῖς, nom amb el qual eren conegudes Mallorca i Menorca a l'antiguitat clàssica (Eivissa i Formentera, de poblament fenici, eren conegudes amb el nom de Pitiüsses). Els autors grecs i romans derivaven el nom del poble de la seva habilitat com a llançadors amb fona (derivat de βάλλω, ‘llançar’), encara que Estrabó considerava que l'origen del nom era fenici. De fet, també hi ha hipòtesis modernes que vinculen aquest nom als fenicis, com ara que fossin consagrades al déu Baal, o bé del fenici ba’ lé yaroh 'mestres del llançament'. És probable que no es tracti d'un mot grec, atès que els grecs ja disposaven d'un mot per referir-s'hi: Gimnèsies (Γυμνησίαι, Gymnesiae) per referir-se a les illes de Menorca i Mallorca. En canvi, cartaginesos i romans van preferir la denominació de Balears per a Menorca i Mallorca. Eivissa i Formentera van ser anomenades per tots Pitiüses. Posteriorment, amb la incorporació de les Pitiüses a la República de Roma, el nom de Balears es començà a fer extensiu a totes les illes.
Sigui com sigui, pareix que el nom de Balears faria referència a l'habilitat dels foners de les illes. Efectivament, geògrafs com Plini el Vell i Estrabó, historiadors com Titus Livi i Diodor de Sicília, i fins i tot poetes com Virgili i Ovidi, lloaren la destresa d'aquests soldats d'armadura lleugera. Licòfron de Calcis ofereix la narració següent a propòsit dels fugitius de la guerra de Troia que arribaren a les Balears:
| «                             | I altres, després de navegar com crancs als roquissars Gimnesis envoltats de mar, arrossegaran la seva existència coberts de pells peludes, sense vestits, descalços, armats de tres fones de doble corda. I les mares ensenyaran als seus fills més petits, en dejú, l'art de tirar; ja que cap d'ells tastarà el pa amb la seva boca si abans, amb precisa pedra, no n'encerta un bocí posat sobre un pal com a blanc. | » |
| — Licòfron, Alexandra 633-641 | |   |

Literàriament, l'arxipèlag ha rebut noms poètics com el de Jardí de les Hespèrides, en referència a la seva situació a la Mediterrània occidental i la seva fertilitat i bon clima.

## Història

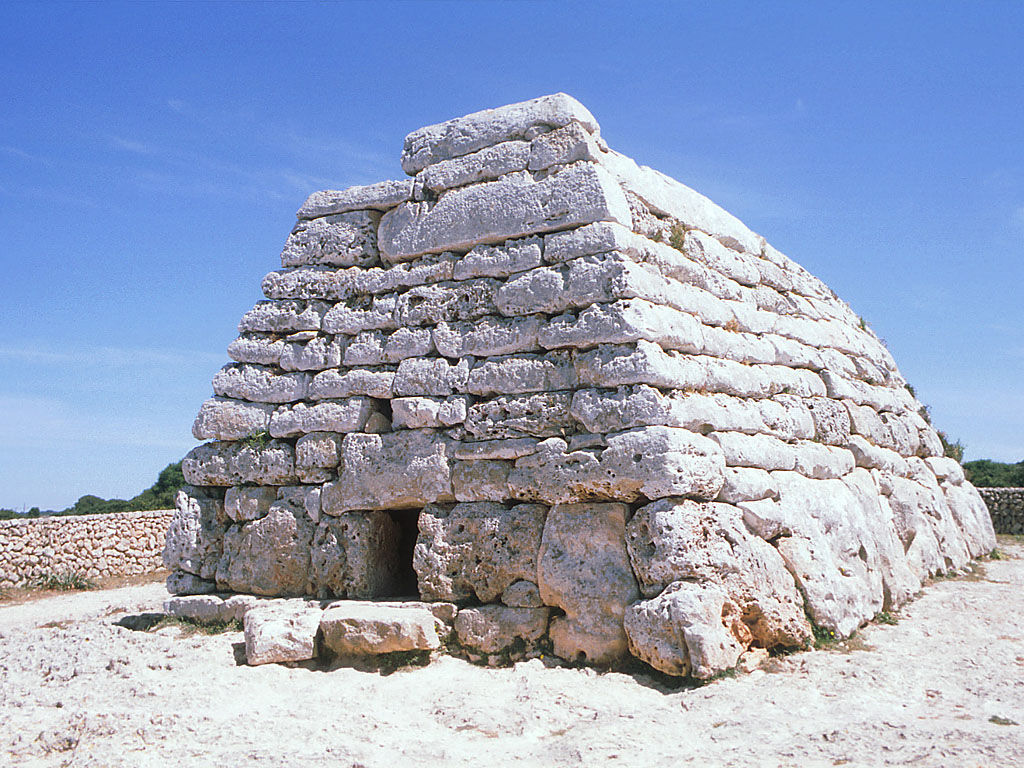
Naveta des Tudons

El poblament a les illes Balears és molt antic, com atesten els famosos talaiots de Mallorca i Menorca, grans apilaments de pedres, de 3 a 6 metres d'alçada. El poblament des d'un bon principi és força diferenciat a les Gimnèsies i a les Pitiüses. En les primeres, l'aparició de l'home és més remota (V mil·lenni aC) i es fa de forma més intensa (primer en coves i cases aïllades i després en poblats d'estructura urbana). Les colonitzacions protohistòriques (grecs, fenicis, cartaginesos, romans) seran dèbils o bé tardanes. En les segones, l'aparició de l'home és més moderna (mil·lenni II aC) i es fa de manera poc intensa (no seran poblacions sedentàries, sinó més aviat esporàdiques, accidentals o bé estacionals). Així que les arribades de les grans civilitzacions mediterrànies seran primerenques i notables i causants del primer poblament estable a les illes. Aquesta diferència rau en la diferent història paleogeogràfica que ha condicionat ecosistemes diferents, molt pobres per als humans en el cas de les Pitiüses, i amb més recursos aprofitables en el cas de les Gimnèsies.
En època posttalaiòtica, durant l'edat del ferro, la gran fama dels foners balears i possiblement també un excés de població va fer que molts acabassin nodrint els exèrcits cartaginesos i més tard romà. La primera menció expressa dels balears en l'exèrcit cartaginès, en lluita amb els grecs de Sicília, la fa Diodor de Sicília, referint-se al 406 aC. Sembla que el costum d'utilitzar la fona a les illes no es va deixar entre la gent del camp fins ben entrat el segle xx. De fet, tradicionalment és anomenada «bassetja», mot d'origen incert, però possiblement preromà, és a dir, contemporani dels foners que van donar nom a les Balears. A Menorca, segons expliquen Antoni Maria Alcover i Francesc de Borja Moll i Casasnovas, existia la tradició fins a no fa gaire que, per entrar en el gremi dels bassetgers, l'aspirant havia d'encertar amb la pedra de la fona i sense errar cap tir els 9 barrerons d'una barrera o bé els 8 espais buits entre barra i barra.
Els fenicis s'estableixen a Eivissa el s. VIII aC i el 654 aC funden la ciutat d'Eivissa. Durant la II Guerra Púnica, l'illa pacta amb Roma una capitulació que li permet conservar autonomia política i econòmica. El general cartaginès Magó intenta entrar a l'illa i, en no permetre-li els eivissencs, intenta desembarcar a Mallorca. En fracassar l'intent de desembarcar a Mallorca, decideix posar rumb a Menorca, on s'estableix temporalment i tradicionalment s'ha dit que funda Maó (avui això es posa en dubte). Els foners menorquins s'uneixen als exèrcits cartaginesos. Acabada la Guerra Púnica, els romans intenten sotmetre Mallorca en diverses ocasions, però fracassen fins al 123 aC, quan Quint Cecili Metel anomenat per això "el Baleàric", conquereix l'illa i funda les ciutats de Palma i Pol·lència (a Alcúdia). Els romans creen la província de les illes Balears, unint Balears i Pitiüses.
Amb la caiguda de Roma, les illes de la Mediterrània occidental queden en mans dels vàndals, que estableixen el seu regne al nord d'Àfrica. En temps de Justinià I, l'Imperi Romà d'Orient reconquereix el Regne Vàndal i les Illes queden sota el seu domini. A finals del segle VIII, l'any 799, davant els continus atacs musulmans a les illes Balears s'enviaren ambaixades a la cort de Carlemany per tal d'oferir-li la submissió de les Balears als carolingis a canvi d'ajut, la qual fou acceptada. No es documenta la continuïtat d'aquesta submissió, però no sembla que aquesta dependència es pogués mantenir una vegada iniciades les guerres civils franques (830-840) i en tot cas després de la renovació del tractat de submissió amb l'emir de Còrdova d'Abd al-Rahman II, l'any 848. Tots aquests episodis, juntament amb l'expedició normanda de 859, posen de manifest els balears havien d'afrontar aquestes dificultats per si sols i que si encara existia una dependència de Constantinoble aquesta era purament formal fins a la invasió dels àrabs, el 902. La caiguda i desmembrament del califat de Còrdova deixa les Balears dins la taifa de Dénia. Posteriorment, les Illes s'independitzen i formen una taifa pròpia, que dura fins a la conquesta catalana.

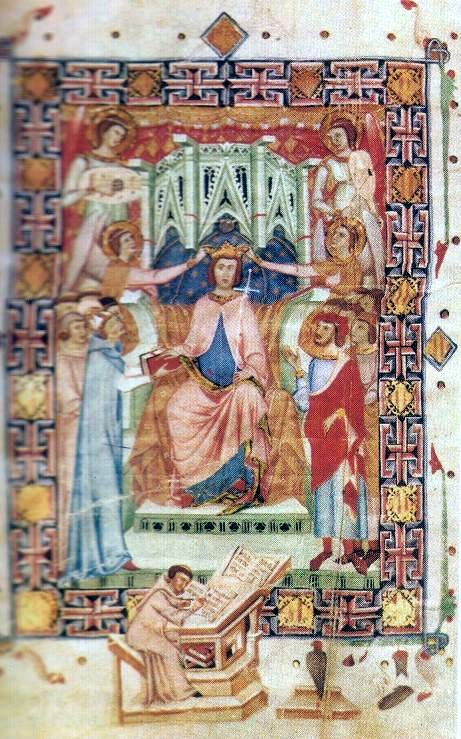
Jurament dels Privilegis de Jaume II de Mallorca davant de Jaume I el Conqueridor.

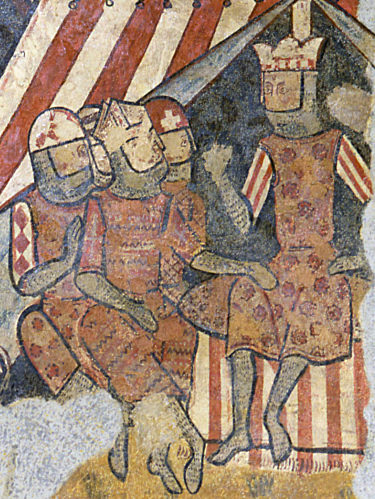
El rei Jaume I d'Aragó amb el bisbe de Barcelona Berenguer de Palou i els magnats Bernat de Centelles i Gilabert de Cruïlles durant la Conquesta de Mallorca (1229)
(Frescos del Palau Aguilar de Barcelona. MNAC)

La Corona d'Aragó, durant els segles xii i xiii experimenta un fort procés d'expansió cap a la Mediterrània que la porta a fer seves les terres balears. L'actual extensió del català té el seu origen a la Corona d'Aragó, on era la llengua dominant, parlada pel 80% de la població. A diferència del que succeirà amb València, que serà una conquesta conjunta de catalans i aragonesos, la conquesta del regne de Mallorca és només catalana. El jove rei aragonès Jaume I el Conqueridor (tenia vint-i-un anys) comanda una flota que desembarca a Mallorca a finals d'estiu de 1229. Després d'ardents combats que es van prolongar durant mesos, entra victoriós a la ciutat el 31 de desembre d'aquell any. L'assalt fou seguit d'una matança indiscriminada que va ocasionar un veritable genocidi de la població mallorquina. Els milers de cossos morts que no podien ser enterrats van produir una epidèmia entre els conqueridors que provocà nombroses morts. Com a conseqüència, els nobles van voler apoderar-se de tot el botí en compte de sortejar-lo entre la tropa. Això va motivar la revolta de peons i cavallers. Finalment, es va fer el repartiment del botí, que durà fins al 30 d'abril de 1230. Gràcies a tot plegat, els musulmans supervivents van tenir temps d'organitzar diferents focus de resistència a les muntanyes, cosa que va fer allargar durant un parell d'anys més les lluites contra els musulmans a Mallorca, que finalment van acabar convertits en esclaus o semiesclaus. Arran de tota aquesta destrucció, però també a causa de la debilitat en què havia quedat l'exèrcit de Jaume I, Menorca va demanar el vassallatge de la Corona i així li va ser concedit. D'aquesta manera, Menorca esdevindria una taifa autònoma on la religió i la cultura àrab encara van mantenir-se mig segle més. Tanmateix, en ple gener de 1287, i amb una flota mig delmada per un fort temporal, Alfons el Franc arribà al port de Maó. El Moixerif va pactar la capitulació de manera que cabdills i nobles pogueren escapar dels catalans a canvi de lliurar la resta de la població perquè l'esclavitzessin. Pel que fa a Eivissa, també va ser conquerida durant el regnat de Jaume I, el 8 d'agost del 1235. Els seus habitants també van ser esclavitzats i els seus béns repartits entre els magnats. Les illes Balears van ser repoblades per cristians de l'Empordà i de la Catalunya Vella que van establir el català com la nova llengua de les illes.
El nou regne cristià de Mallorca o Mallorques queda instituït per la Carta de Privilegis i Franqueses de Mallorca (1230). Com el seu nom indica, no només institueix el nou regne, sinó que és una carta de poblament que dona una sèrie de llibertats als nous repobladors en un intent de protegir-los dels abusos del règim feudal i per tal d'atreure'ls a les noves terres. Les Illes eren governades pels respectius consells insulars, i com a element polític comú, hi havia el Gran i General Consell. Durant un temps, les illes Balears (Regne de Mallorca) disposaren d'un Casal Real propi que (1276-1349), més tard, en època de la monarquia hispànica, foren els Virreis els encarregats de dirigir les administracions de l'arxipèlag.
El 1276 mor Jaume I i la Corona d'Aragó es parteix, quedant-se els territoris peninsulars (Aragó, Catalunya i València) en mans del fill major, Pere el Gran i el regne de Mallorca en mans del fill menor, Jaume II de Mallorca, si bé el rei d'Aragó va sotmetre a vassallatge el rei de Mallorca el 20 de gener de 1279. Neix així l'anomenat Regne Privatiu de Mallorca (fent referència a l'autonomia donada per disposar d'una casa reial pròpia) i la Corona de Mallorca. Aquesta Corona estava formada, a més de per les illes Balears, pels comtats catalans del nord dels Pirineus (Rosselló i Cerdanya) i les possessions que encara li restaven a Occitània. Els reis de Mallorca, alternaven la seva residència entre el seu Palau dels Reis de Mallorca a Perpinyà i el Palau de l'Almudaina a Palma, a més, disposaven del Palau dels Reis de Mallorca a Sineu (Mallorca) i el Palau del Rei Sanxo (Sanç I de Mallorca) a Valldemossa. Durant aquest període la Corona d'Aragó conquereix Menorca, que definitivament s'incorpora al regne de Mallorca el 1287. El període del regne privatiu va durar de 1276 a 1349, quan Pere el Cerimoniós d'Aragó conquereix Mallorca a Jaume III conegut com «el Temerari». Jaume III de Mallorca es va veure obligat a desenvolupar una política seguidista respecte de la d'Aragó. Així, es va veure obligat a participar en la guerra amb Gènova (1329-1336), el que es va traduir en pèrdua de mercats per al regne. Va ser necessari tornar a recórrer a nous impostos i multes a la comunitat jueva, la qual cosa, però, no va ser suficient per superar la crisi financera. Els problemes del regne semblaven no tenir fi, ja que en 1341 Pere IV «el Cerimoniós» d'Aragó obre procés a Jaume III per prendre-li el regne de Mallorca. El procés, manejat pel rei Pere, conclou en 1343 condemnant a Jaume III a la confiscació de tots els seus béns. Al maig d'aquest any, Pere IV conquesta Mallorca, en 1345 el Rosselló i la Cerdanya. En 1349 Jaume III ven el senyoriu de Montpeller i altres possessions d'Occitània al rei Felip VI de França, i posteriorment desembarca a Mallorca per intentar recuperar el regne, però és derrotat i mort en la batalla de Llucmajor (25 d'octubre de 1349), on també és ferit i fet presoner el seu fill Jaume. Amb la seva mort van desaparèixer els reis privatius de Mallorca. El regne de Mallorca va passar a tenir com sobirans als reis d'Aragó.

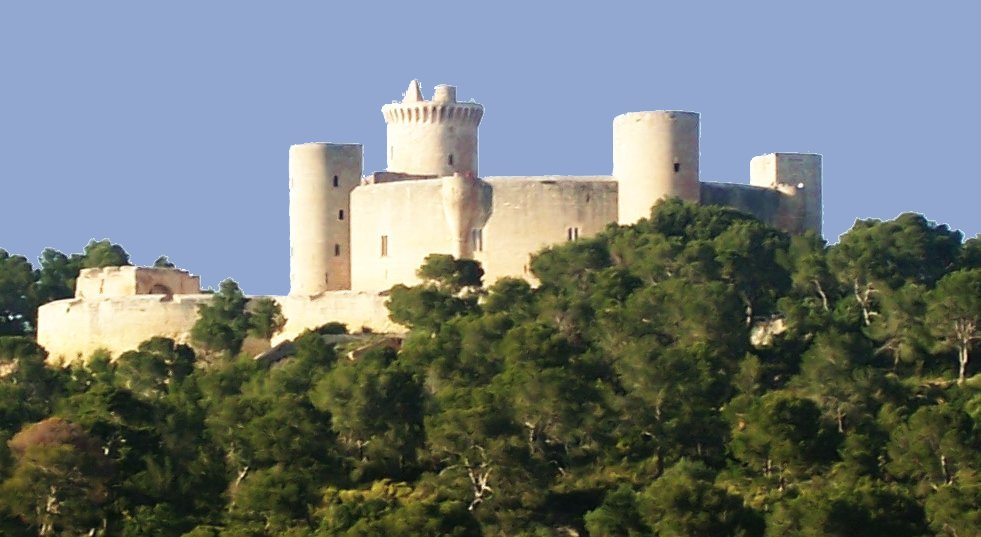
Castell de Bellver, fortificació d'estil gòtic català situada a Palma

Econòmicament, les illes gaudeixen de la puixança econòmica el segle xiii i bona part del XIV, quan comença la crisi baixmedieval. Les Illes pateixen durant la baixa edat mitjana retrocés econòmic i demogràfic. A més, pateixen també durant l'edat mitjana i el principi de la Moderna nombrosos atacs de la pirateria barbaresca i el cors. En aquest aspecte destaquen el desembarcament i saqueig de Barba-roja a Maó el 1535 i el de Ciutadella el 1558. El 1521 esclata a Mallorca la Germania, en part com a continuació de la de València. Els agermanats aconsegueixen el control de Ciutat i el virrei es veu obligat a fugir i refugiar-se a Eivissa, que pateix l'atac dels agermanats. La revolta acabà amb l'enviament d'una flota a Mallorca per part de Carles I.
El segle xvii també és un segle de persecució religiosa. A Mallorca els processos i la discriminació pública contra els jueus, anomenats despectivament xuetes, són especialment durs. Des de la baixa edat mitjana els xuetes havien estat discriminats i obligats a convertir-se, vivint com a criptojueus.
Les illes Balears es declaren lleials a l'arxiduc Carles d'Àustria durant la guerra de Successió. El 1715 els castellans ocupen Mallorca i les Pitiüses i es fa efectiva la derrota. S'aprova el decret de Nova Planta de les illes Balears, que posa fi a l'administració sorgida de la conquesta catalana i implanta el municipi castellà. A més, la llengua catalana desapareix de l'administració. El 1706 els anglesos ocupen Menorca en nom de l'arxiduc i posteriorment se la queden com a colònia en virtut del Tractat d'Utrecht. L'administració pública fa servir l'anglès en les relacions amb la metròpoli, però internament continua fent-se servir la llengua catalana, essent Menorca l'únic territori on el català és oficial després de la fi de la guerra de Successió. La presència britànica a Menorca deixa canvis en la ramaderia i l'agricultura (introducció de vaques, porcs i conreus de lleguminoses i farratges) i es construeixen noves carreteres (destaca el Camí d'en Kane) que ajuden a la prosperitat demogràfica i econòmica de l'illa. A més, els anglesos suprimeixen la Inquisició i deixen la seva empremta arquitectònica en les cases senyorials del camp menorquí. Entre 1756 i 1763 els francesos ocupen l'illa, que va tornar a domini anglès. La Pau d'Amiens (1802) va suposar el domini definitiu d'Espanya sobre Menorca.
El segle xviii és també un segle de reformes il·lustrades dins la política general de la monarquia borbònica. Es funda la Societat Econòmica d'Amics del País de Mallorca, que intenta posar en marxa reformes importants amb la introducció de conreus més comercials (cotó, lli, morera, vinya, ametller, garrover…) i difondre la utilització d'adobs, a més de participar en la fundació de la Companyia de Comerç, que pretenia fomentar els intercanvis comercials amb Amèrica i impulsar les primeres fàbriques. A Eivissa, el canvi en l'organització territorial també pretenia urbanitzar l'illa, ja que els il·lustrats consideraven que el poblament dispers al camp era l'obstacle més gran per al progrés de l'illa. La davallada de la pirateria i el cors fa que definitivament es repobli Formentera, que mai no havia tingut un poblament estable des del segle xiii. En conjunt s'ha de dir que malgrat els esforços, totes les mesures il·lustrades a Mallorca i les Pitiüses seran en general, fracassos, o èxits més aviat relatius. És a dir, continuen sent zones bàsicament endarrerides.

## Geografia física

Mapa insular de les illes Balears

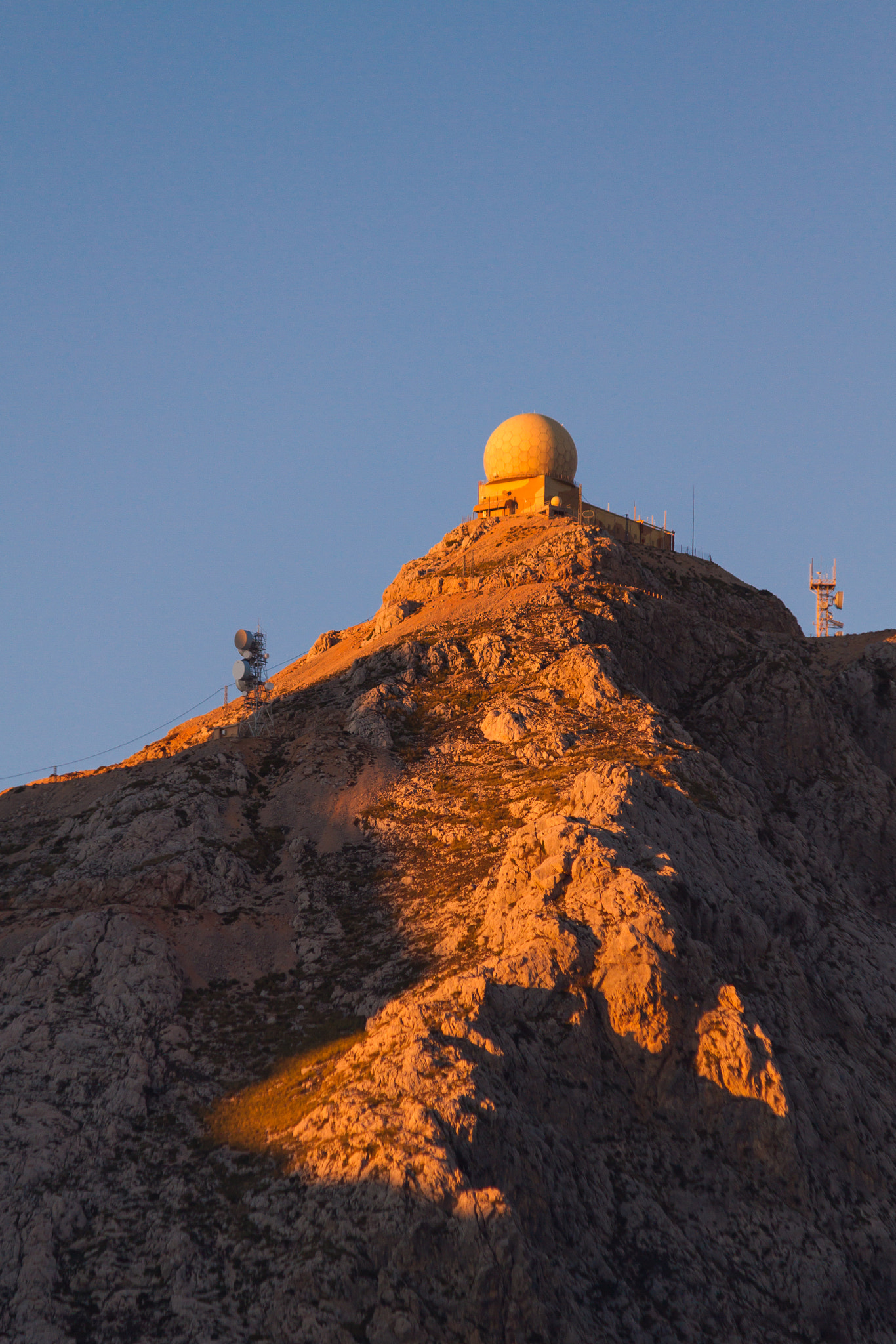
El Puig Major de la Serra de Tramuntana de Mallorca, la muntanya més alta de l'illa.

La geografia de l'arxipèlag de les illes Balears comprèn Mallorca i les adjacents illes de Cabrera, Es Conills i Sa Dragonera i les més menudes de Na Redona, Plana i Foradada; Menorca amb les illes de Colom i L'Aire; i les Pitiüses (Eivissa, Formentera i les adjacents illes de Tagomago, Santa Eulària, Sa Conillera, S'Espardell, S'Espalmador, Es Vedrà, Es Bosc, Ses Bledes i Ses Margalides). En total el territori fa 4.492 km² i va des del nivell del mar fins a 1432 m d'altitud al Puig Major de la Serra de Tramuntana de Mallorca. Les coordenades geogràfiques estan entre els 40° 5′ 48″i 38° 40′ 30″ de latitud N i entre 1° 12′ 47″ i 4° 19′  de longitud E. Eivissa està separada de la costa del País Valencià per només 75 km de mar, aquesta mateixa distància separa Mallorca d'Eivissa. La distància mínima que separa Mallorca de Menorca és de 35 km.
- Mallorca està constituïda per dues serres de muntanyes, orientades de nord-est a sud-est i per una plana baixa, més o menys accidentada, situada entremig de les dues serralades. La Serra de Tramuntana està a la banda nord-oest de l'illa, té nombrosos cims de més de 1000 metres d'altitud, hi predomina el modelat càrstic. La Serra de Llevant, paral·lela a la costa, al sud-est de Mallorca és més baixa i de morfologia més suau, l'altitud màxima és al Puig de sa Talaia Freda de 561 m d'altitud. La plana central de Mallorca presenta pujols i baixes muntanyes on hi destaca el Puig de Randa amb 548 m.
- Menorca és una illa baixa, la màxima altitud és a la Muntanya del Toro amb només 358 m. El sud de l'illa de Menorca és calcari, però el nord és àcid amb roques silícies.
- Eivissa és una illa calcària i muntanyosa els cims de la qual no són gaire elevats (Sa Talaiassa 475 m).
- Formentera també és calcària encara que més baixa (Sa Mola 192 m).

L'arxipèlag està format per dos grans grups:
- les Gimnèsies: Menorca, Mallorca, Cabrera i els illots menors que les envolten (les Balears pròpiament dites en l'antigor).
- les Pitiüses: Eivissa, Formentera i els illots menors que les envolten.

| Localització de Mallorca   | Mallorca   | Mallorca      | Mallorca   |
| Localització de Menorca    | Menorca    | Menorca       | Menorca    |
| Localització d'Eivissa     | Eivissa    | Eivissa       | Eivissa    |
| Localització de Formentera | Formentera | Formentera    | Formentera |
| Localització de Cabrera    | Cabrera    | Sense bandera | Cabrera    |

### Illots

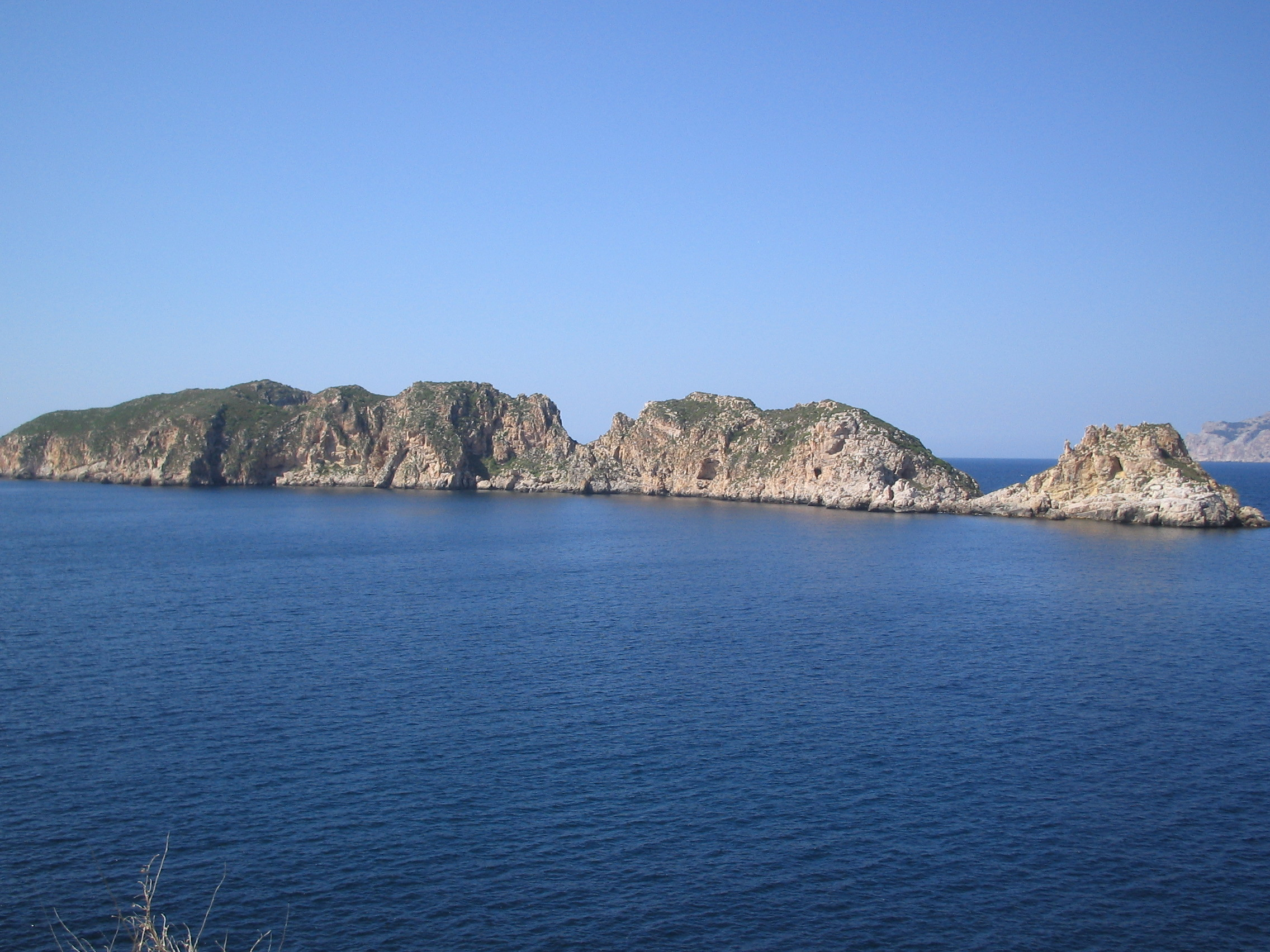
El Malgrat
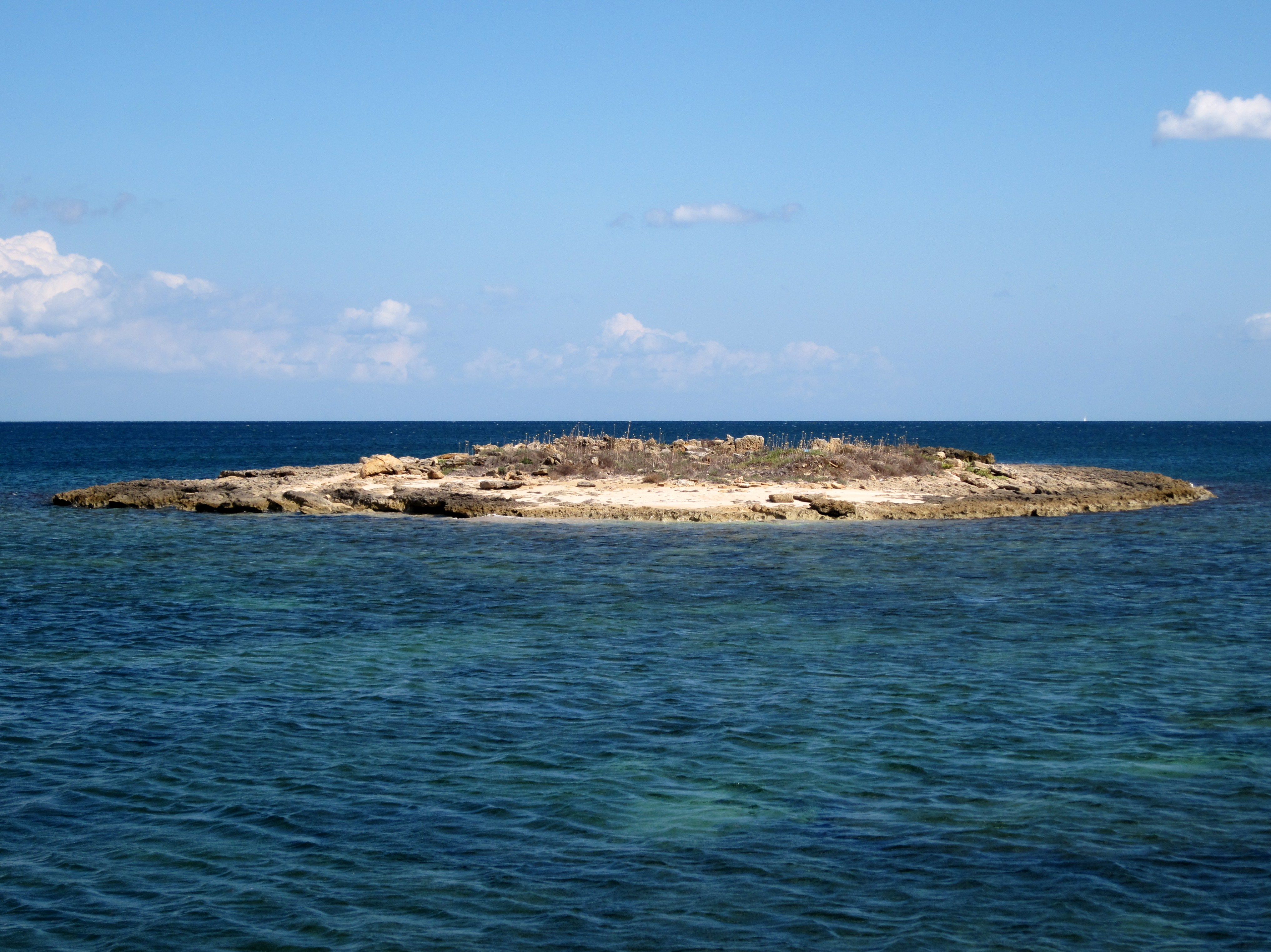
Illot des Porros
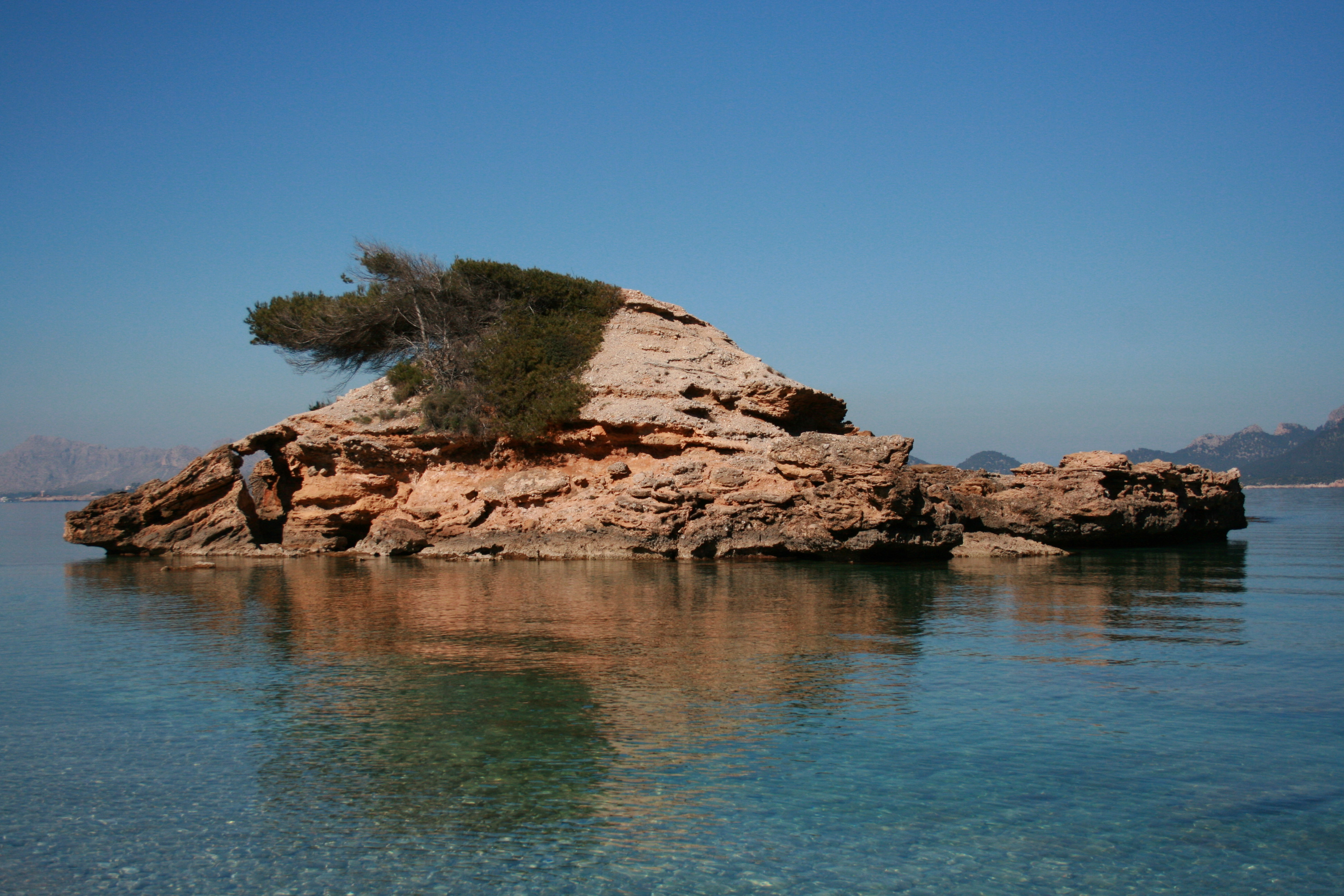
S'Illot o Mal pas, Alcúdia
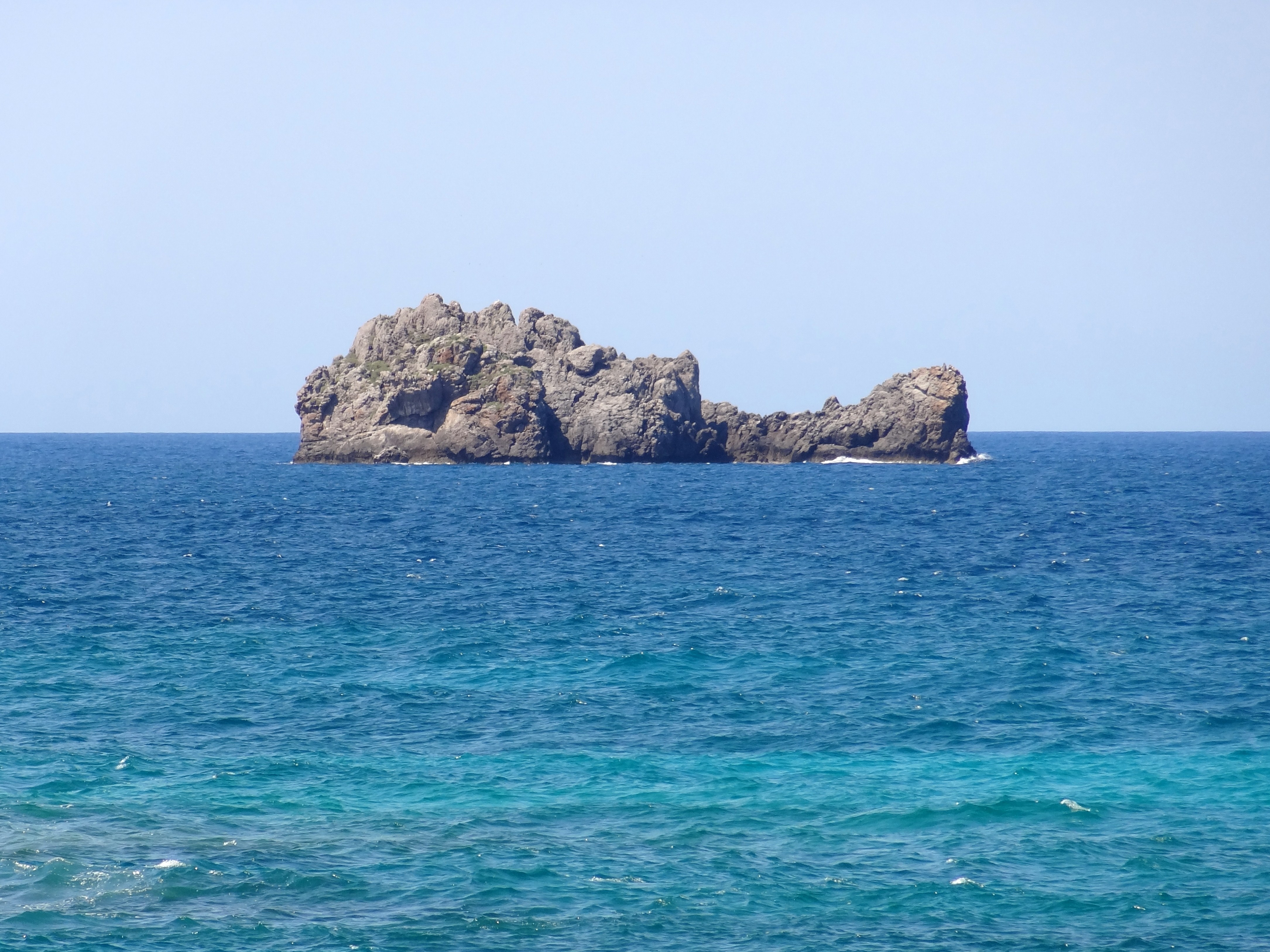
Faralló d'Albarca
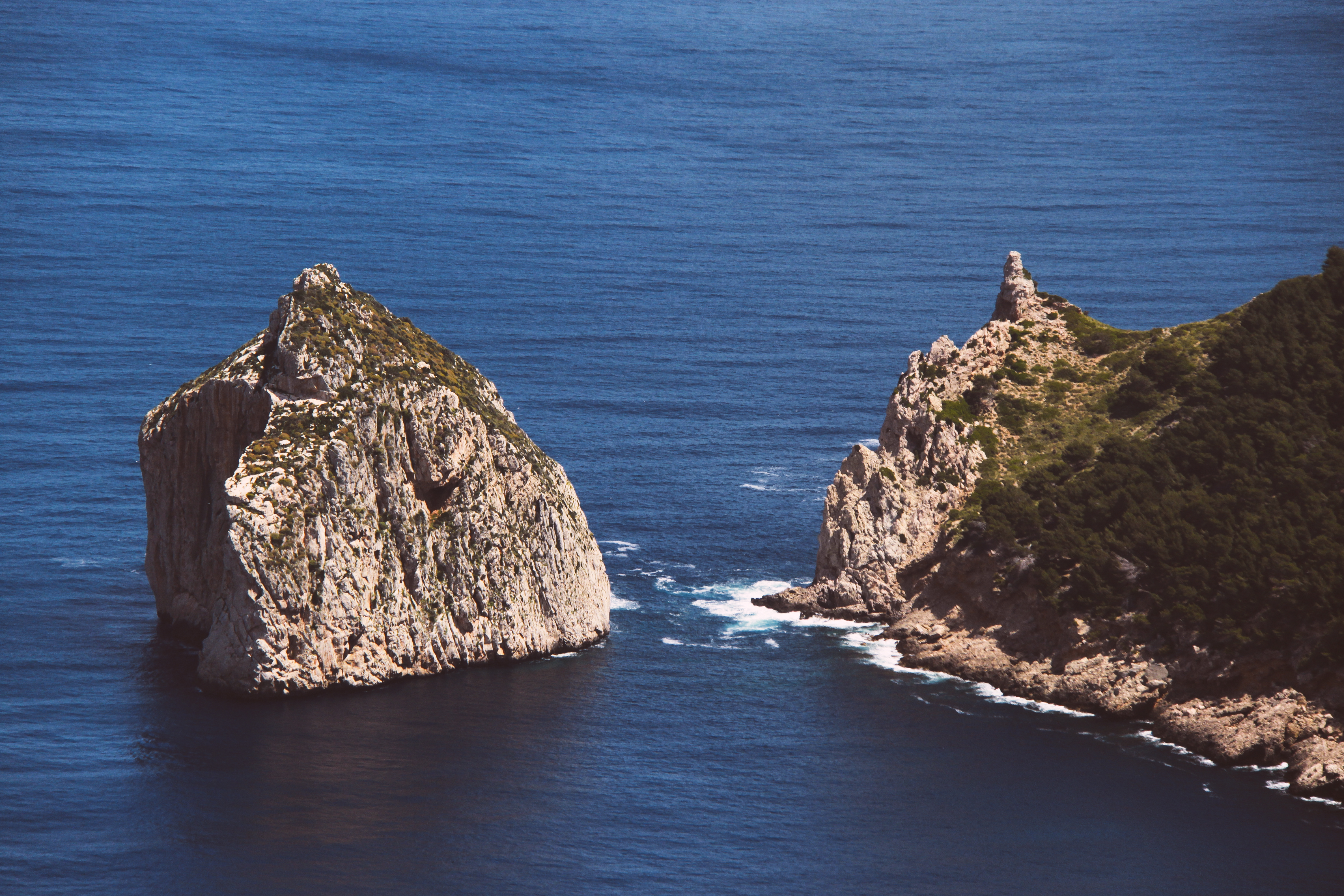
El Colomer, Formentor
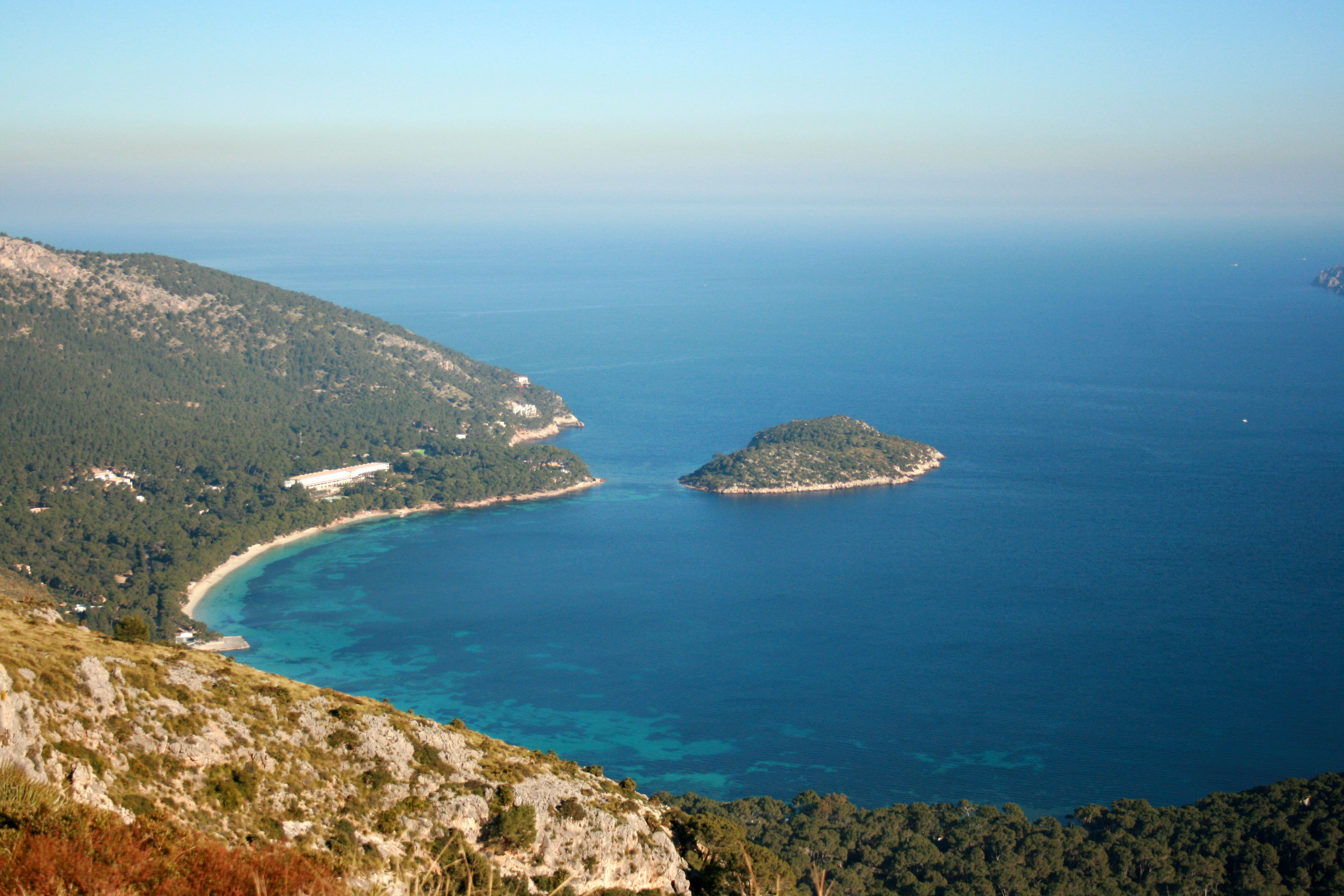
Illa de Formentor, Pollença
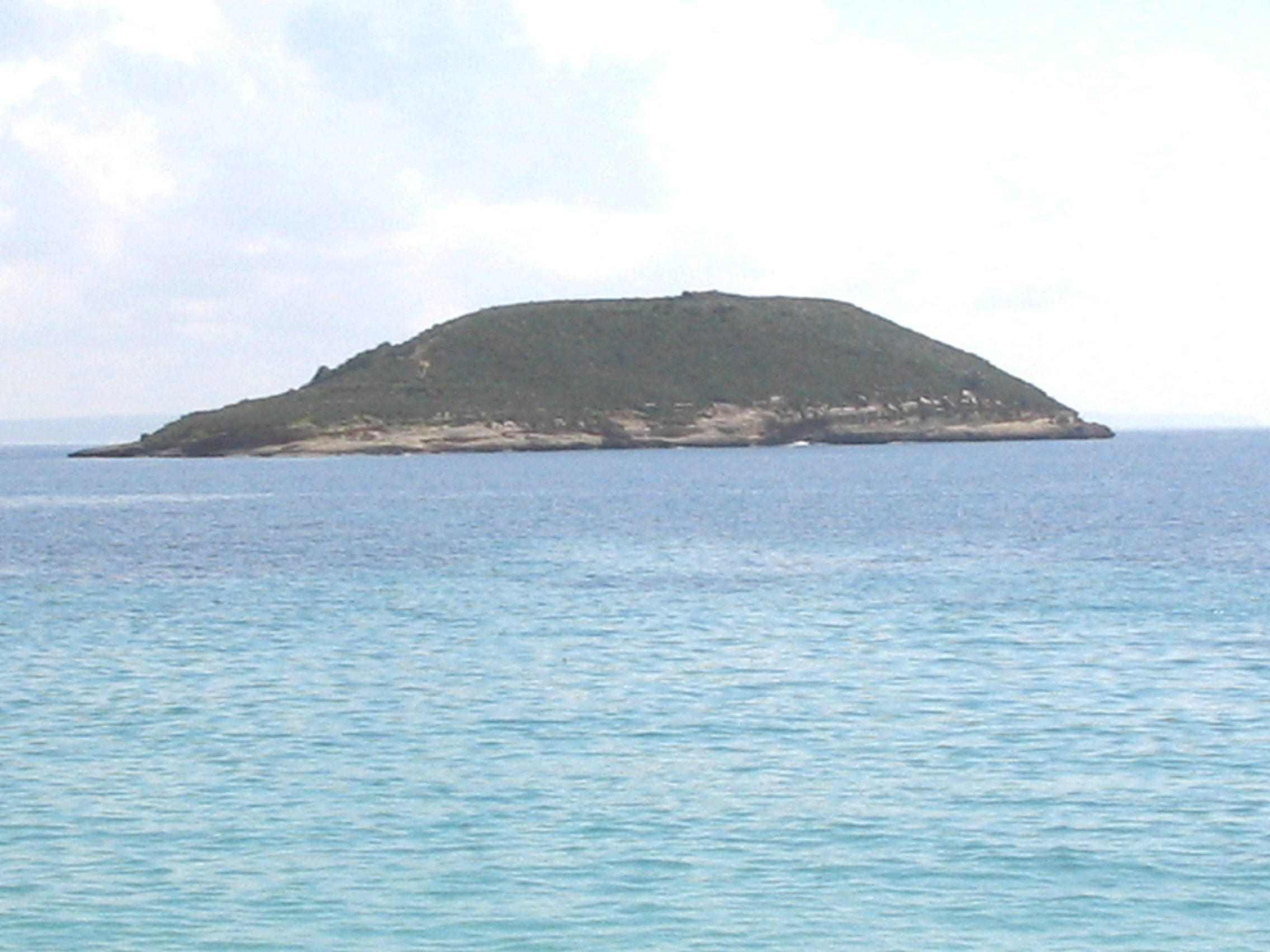
Illa de la Porrassa, Magalluf
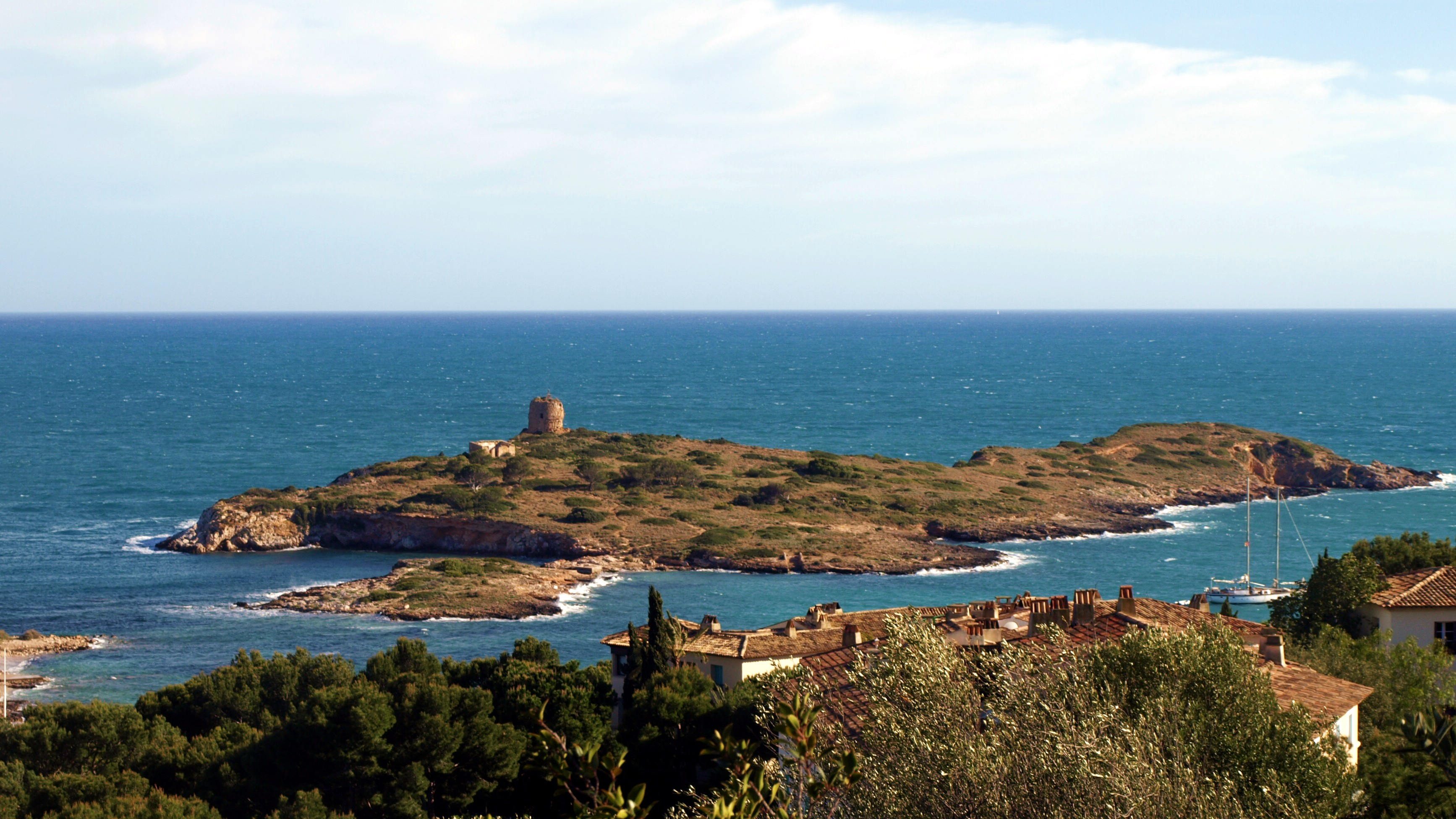
Illa de la Torre, a Illetes, Calvià
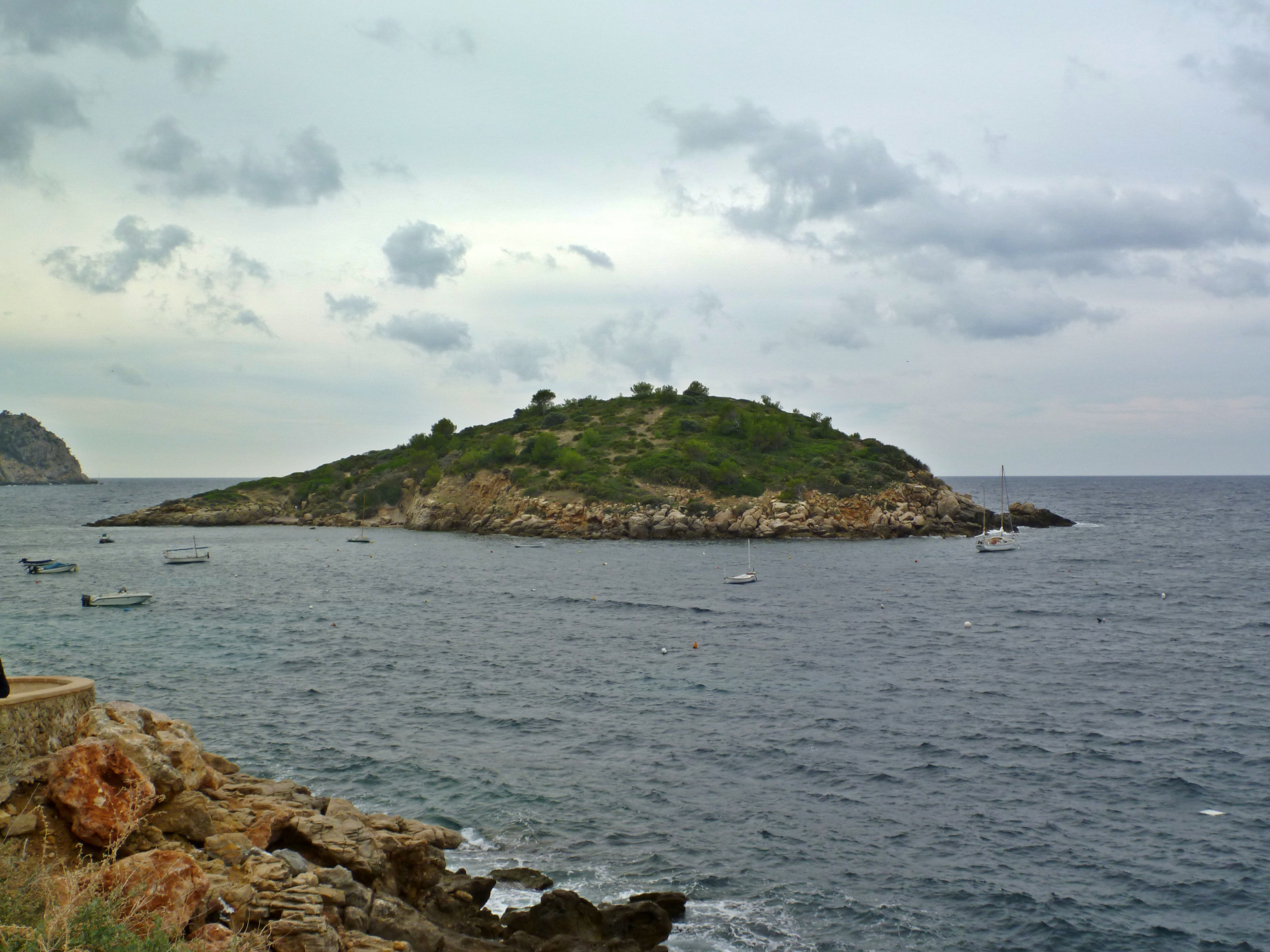
El Pantaleu, Sant Elm
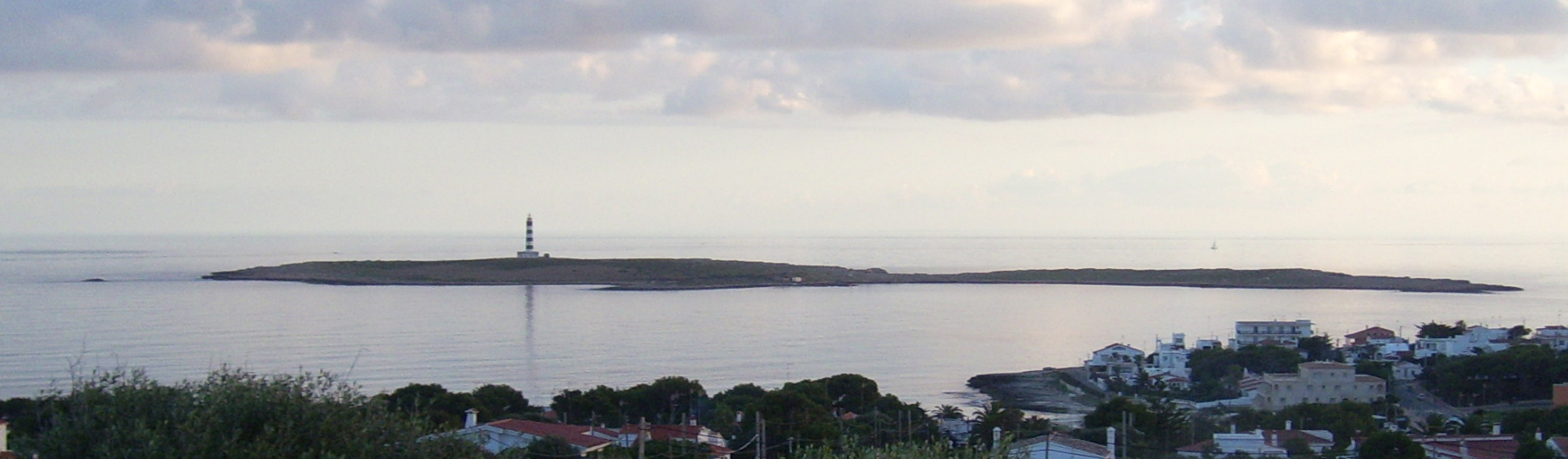
Illa de l'Aire
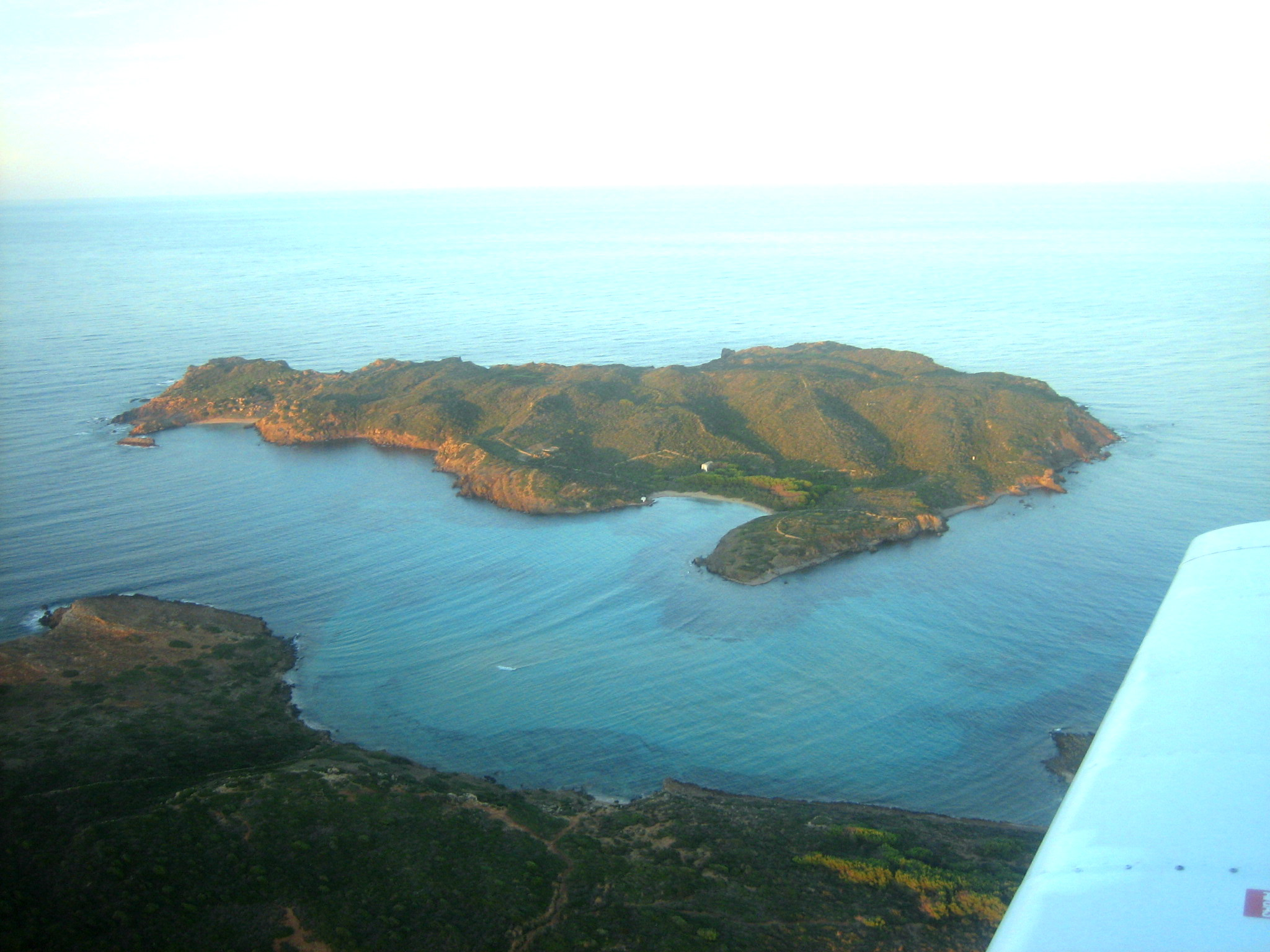
Illa d'en Colom
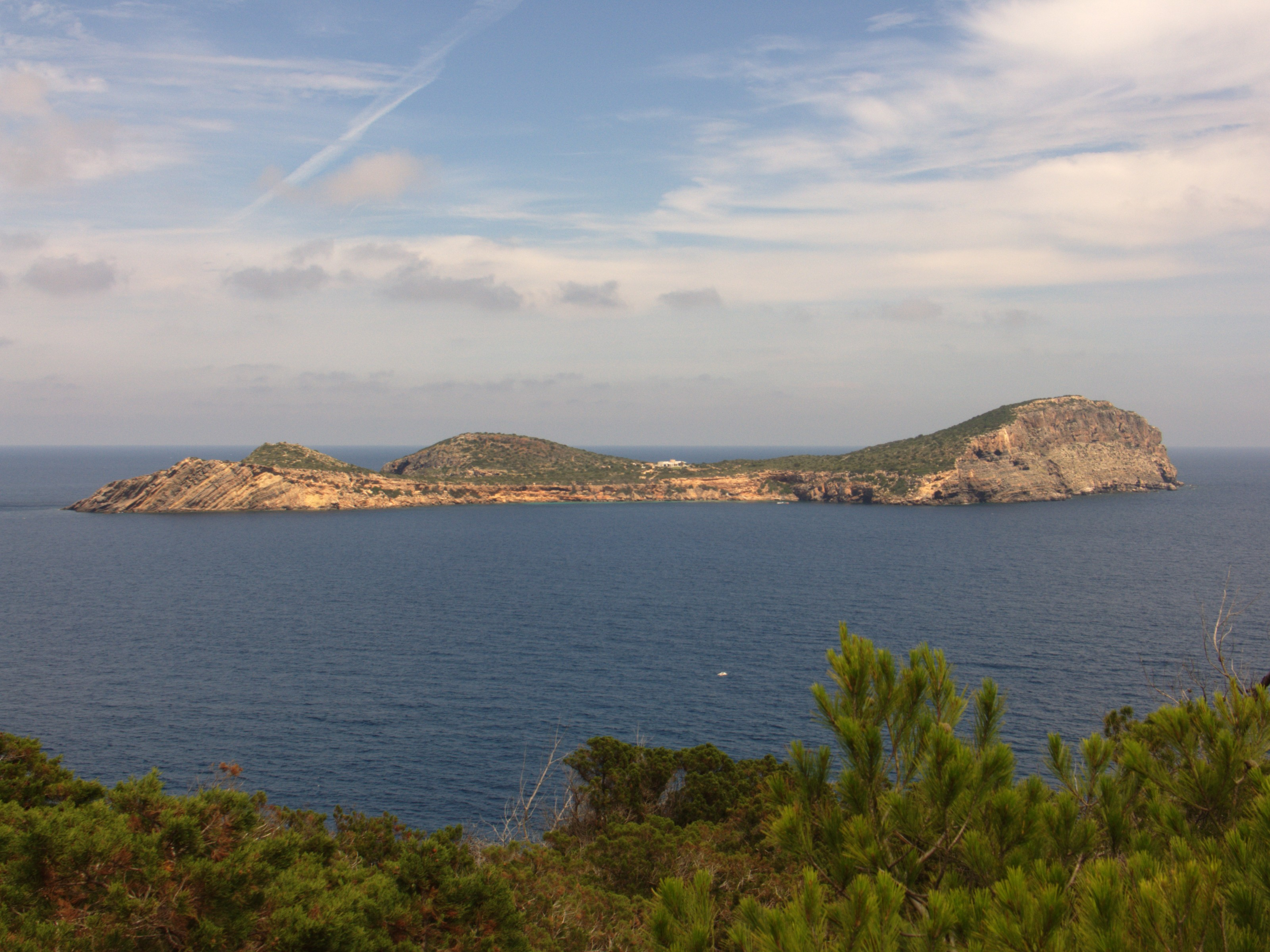
Tagomago
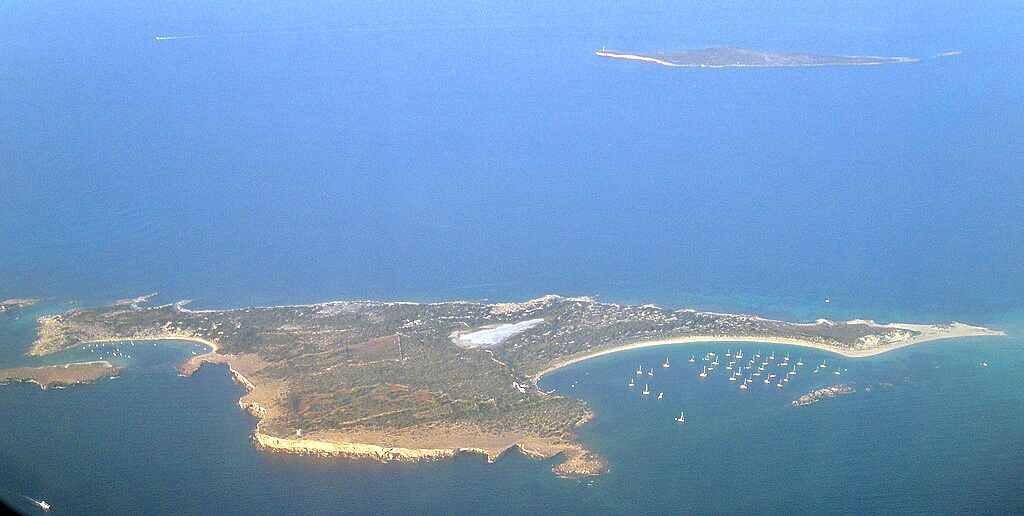
S'Espalmador
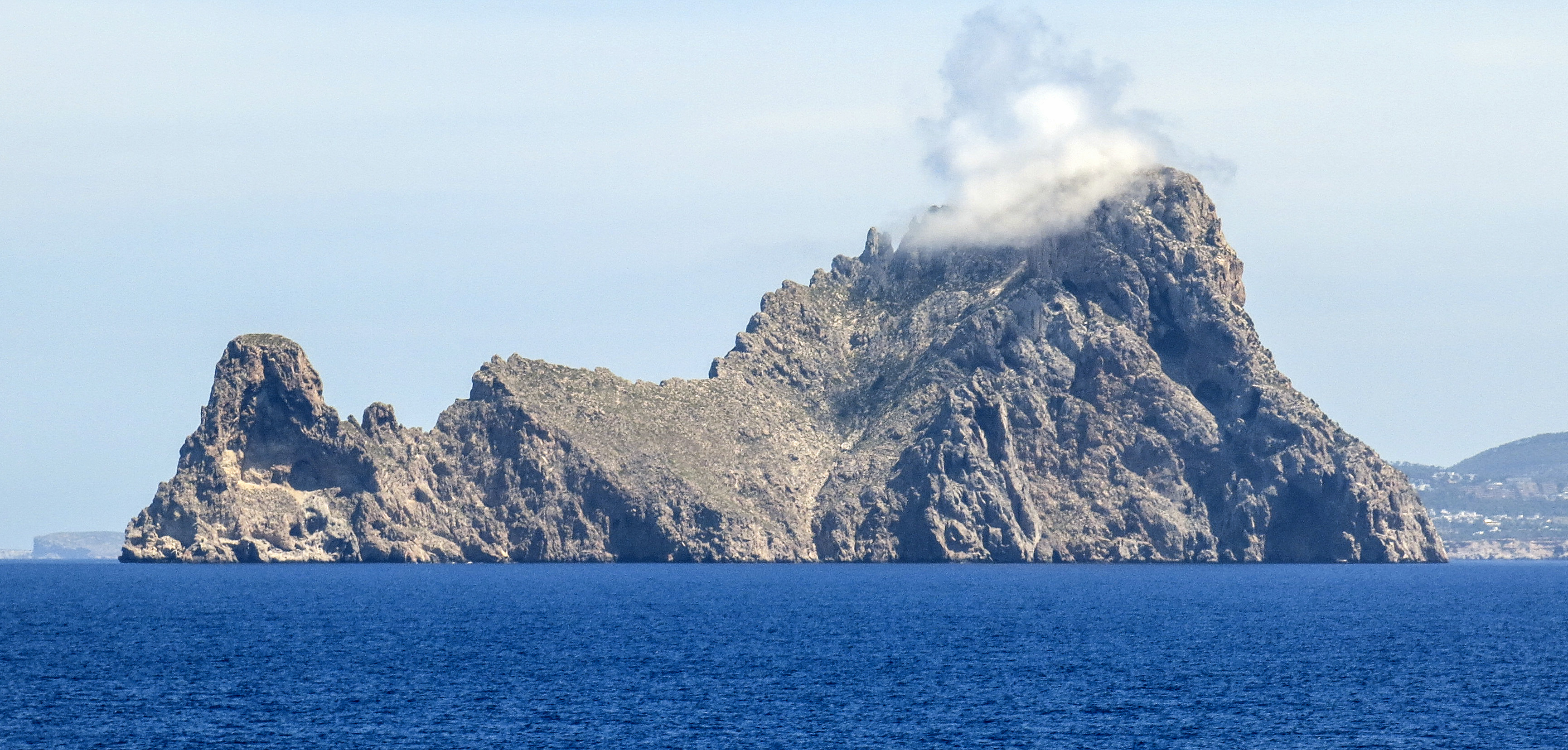
Es Vedrà, Eivissa

### Paleogeografia
L'origen geològic de les illes Balears, exceptuant part de Menorca, ha de ser entès com una continuació al mar de les serralades Bètiques. Al secundari es van acumulant al mar sediments procedents del massís hespèric al geosinclinal bètico-rifeny, que són aixecats i elevats durant el plegament alpí. Així, Mallorca i les Pitiüses presenten clarament una disposició SO-NE. A més, les muntanyes d'ambdues illes s'encavalquen en aquesta mateixa direcció i presenten gran multitud de materials secundaris, especialment calcaris. Aquests materials calcaris són responsables del modelat càrstic de les serres mallorquines i de gairebé tota Eivissa, amb canons i importants coves i aqüífers. Posteriorment, entre el terciari i el quaternari, apareixen per sedimentació els plans, tant Es Pla de Mallorca com els altres petits plans de les dues illes. L'origen geològic de Menorca és discutit. Menorca s'ha de dividir en dues parts, Tramuntana i Migjorn, on la part de Tramuntana està formada per materials primaris i el Migjorn per materials secundaris i terciaris igual que Mallorca i les Pitiüses. Alguns geòlegs lliguen la Tramuntana menorquina a les serralades litorals catalanes, si bé hi ha altres hipòtesis i encara no hi ha conclusions clares. El fet que la Tramuntana menorquina estigui formada per materials primaris explica el seu litoral desigual, que alterna grans caps amb grans ports naturals. Al terciari es forma Formentera, formada essencialment per dos massissos de sediments (Cap de Barbaria i la Mola) units per un cordó de dunes litificat.

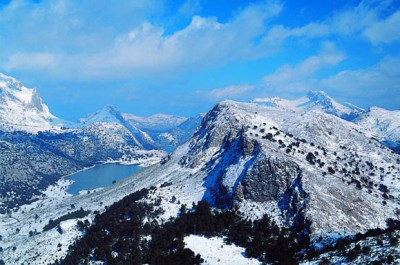
Serra de Tramuntana

Al quaternari Gimnèsies i Pitiüses han tingut una història geogràfica diferent. Durant les glaciacions del quaternari, a causa de l'acumulació de l'aigua en forma de glaç en els casquets polars i a les grans serralades, mars i oceans van baixar de nivell. Això va donar que s'unissin Menorca i Mallorca per un cantó, i Eivissa i Formentera per l'altre. Totes les faunes i flores aleshores es van barrejar, però entre la Gran Gimnèsia i la Gran Pitiüsa no va ser així perquè va romandre un canal marí de més de 70 km, infranquejable per la fauna terrestre.
La menor mida de la Gran Gimnèsia (2000 km²) i un clima més àrid (300 mm) va provocar l'extinció de la fauna terrestre i la manca de poblaments vegetals arboris notables.

### Flora
La flora de les illes destaca per un gran nombre d'endemismes. Es poden distingir 3 components geogràfics:
- L'element florístic tirrènic balear: 17 endemismes catalogats (fins al 1997)
- L'element florístic ibèric balear: 14 endemismes catalogats (fins al 1997)
- L'element florístic baleàric: 87 endemismes catalogats (fins al 1997)

En el passat, Gimnèsies i Pitiüses varen tenir ecosistemes diferents:
- Les Gimnèsies tenen boscos d'alzina a l'interior i a les planes costaneres grans boscos de boix balear (Buxus balearica), actualment planta en estat relicte a Mallorca.
- Les Pitiüses estan pràcticament despullades de vegetació arbòria (algunes pinedes solament, d'aquí l'origen del mot), ni tampoc del boix balear, i, en canvi, dominarien els herbassars nitròfils producte de l'efecte aclaparador de les dejeccions de la gran quantitat de colònies d'avifauna que tindrien.

### Fauna

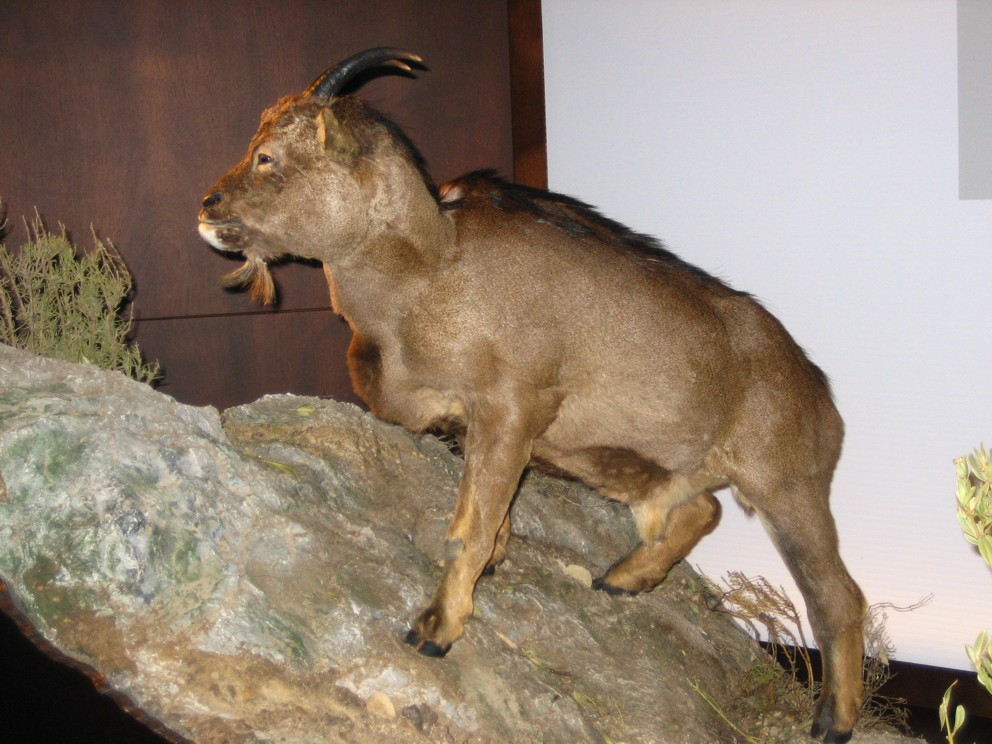
Reconstrucció de Myotragus balearicus

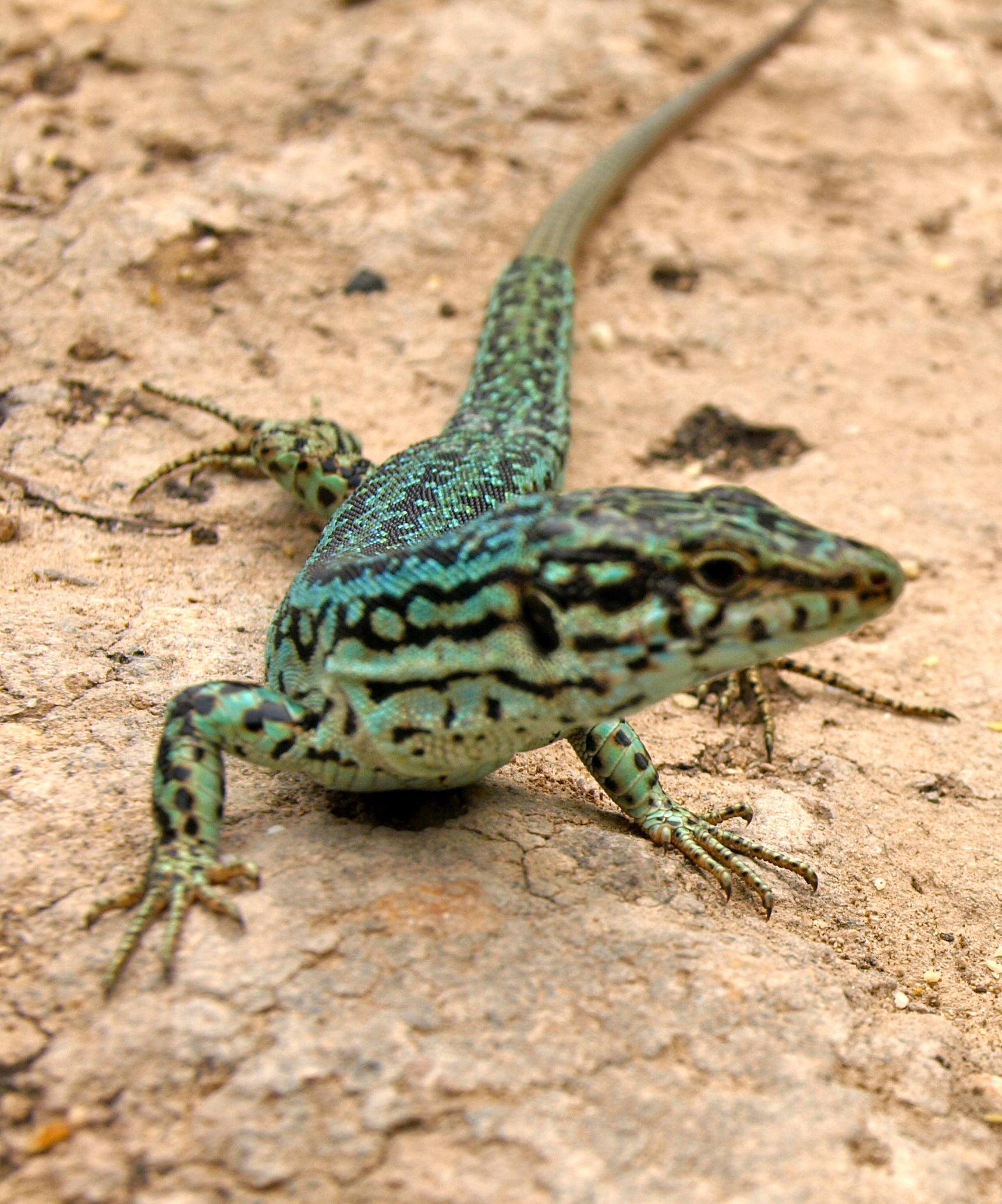
Sargantana de les Pitiüses

La fauna de les illes Balears destaca per un gran nombre d'endemismes. Hi ha uns dos-cents trenta endemismes animals catalogats (fins a l'any 2000), el 99% són invertebrats. Entre els rèptils endèmics destaquen les sargantanes, com la sargantana balear i la sargantana de les Pitiüses, també destaquen les poblacions balears de la tortuga mediterrània, la tortuga d'estany, la serp blanca i la serp d'aigua. També cal destacar el ferreret, petit amfibi que habita els torrents de la Serra de Tramuntana i descobert l'any 1980. Entre els ocells destaca la colònia mallorquina del voltor negre i l'àguila peixatera. Entre els mamífers destaca l'absència del porc senglar, però hi és present la marta.
No cal dir que la informació existent no és la mateixa per a cada tàxon. Els vertebrats són els més ben estudiats. Els invertebrats tenen grups sencers dels quals es té molt poca informació. En el passat, la fauna de les Gimnèsies i de les Pitiüses era ben diferent. Sembla, que llevat de les espècies voladores (ocells, ratapinyades i insectes voladors), no compartien quasi cap espècie terrestre. Diferents comunitats vegetals, diferents herbívors, diferents carnívors.
Un dels grans esdeveniments faunístics a les illes, relativament recent, ha estat la desaparició de tota una fauna de mamífers insulars endèmica. Durant el Plio-Quaternari es desenvolupà a les Gimnèsies peculiar fauna terrestre:
- Myotragus: espècies amb aparença de cabra, encara que estan poc emparentades amb elles
- Eliomys morpheus: la rata cellarda autòctona, un rosegador
- Soriculus hidalgoi: la musaranya autòctona, un insectívor

L'arribada de l'home a les illes va conduir a la desaparició d'aquesta fauna (s'han trobat ossos en les excavacions dels poblats talaiòtics)
A les Pitiüses, a partir del Plistocè superior, la fauna es troba desproveïda de mamífers terrestres i d'amfibis. Tanmateix, és una fauna molt rica en ocells. Algunes desaparicions es van donar just en les primeres albors de presència humana (les darreres evidències de la seva presència són de fa uns 6600 anys):
- Haliaeetus albicilla: l'àguila marina
- Anser sp.: l'oca d'Eivissa

## Política i govern

### Les institucions de les Illes Balears

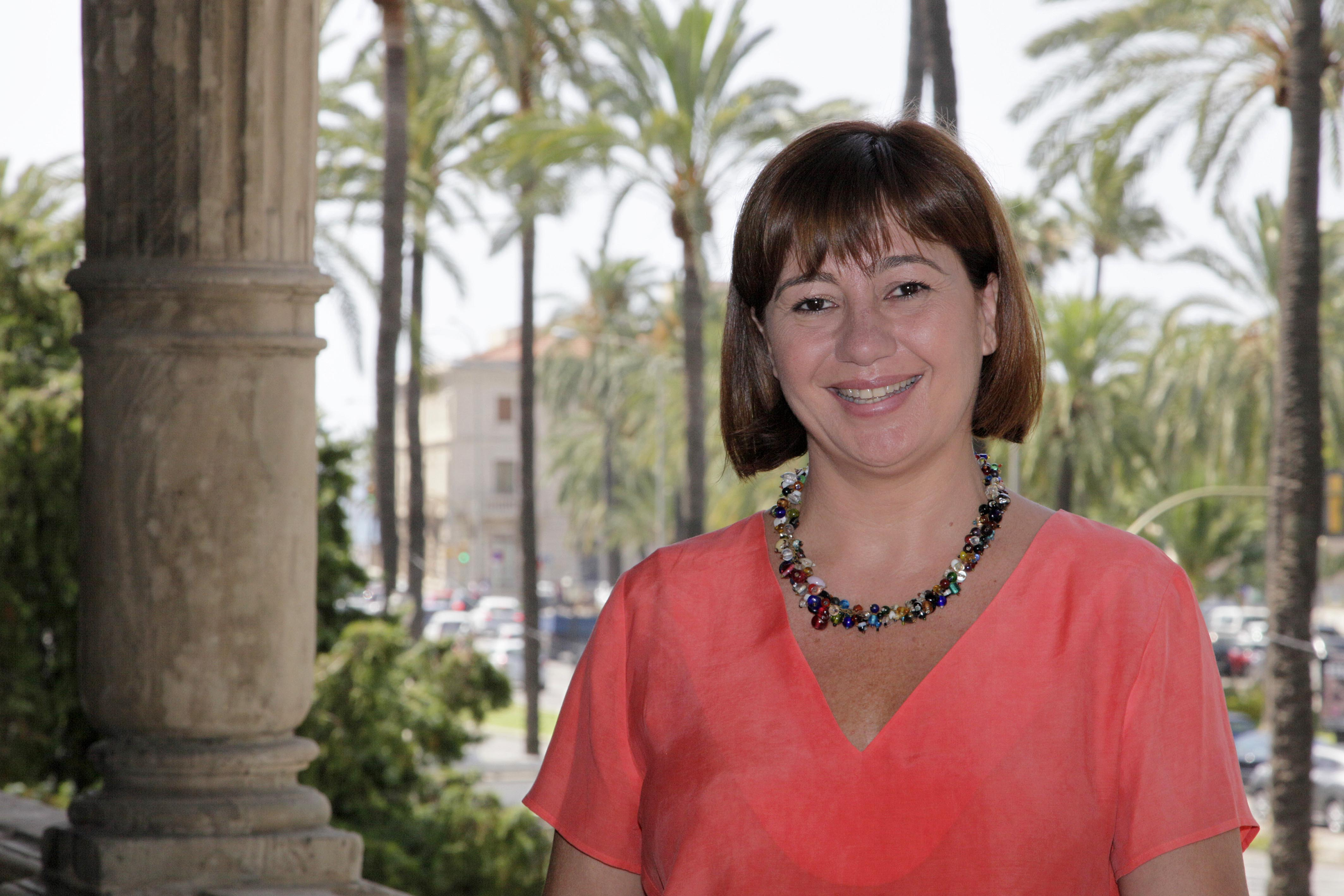
Francina Armengol, ex-presidenta de les Illes Balears

Actualment, les Illes Balears són una nacionalitat històrica integrada jurídicament com una comunitat autònoma d'Espanya, i regides per l'Estatut d'Autonomia de les Illes Balears. El sistema institucional balear està integrat pel Parlament, el Govern, el president i els consells insulars de Mallorca, Menorca, Eivissa i Formentera:
- el Parlament de les Illes Balears és l'òrgan sobre el qual recau el poder legislatiu del govern. Està integrat per 59 diputats electes pel principi de representació proporcional per un mandat de quatre anys. El Parlament aprova els pressupostos i controla l'acció del govern. La seu del Parlament és la ciutat de Palma;
- el Govern de les Illes Balears és l'òrgan col·legiat sobre que exerceix el poder executiu i administratiu, i dirigeix la política general. El govern està format per consellers i és encapçalat pel president de les Illes Balears, i si n'és el cas, pel vicepresident;
- el president de les Illes Balears és el cap de govern de l'executiu, i el representant més alt de la comunitat autònoma i alhora l'ordinària de l'Estat espanyol a les Illes Balears. És elegit pel parlament d'entre els seus membres i nomenat pel rei.

A més, el Parlament va crear la Sindicatura de Greuges de les Illes Balears, l'òrgan encarregat de la defensa de les llibertats i el drets fonamentals dels ciutadans. També supervisa i investiga les activitats de l'administració de la comunitat autònoma. El síndic és elegit pel Parlament. El síndic actua com a defensor del poble.

### Divisió politicoadministrativa

Municipis de les Illes Balears

Hi ha actualment quatre consells insulars a Mallorca, a Menorca, a Eivissa i a Formentera; a la pitiüsa menor, l'ajuntament-consell ha assumit les competències que tenia el que s'anomenava abans Consell Insular d'Eivissa i Formentera, arran de la reforma de l'Estatut de les Illes Balears. Els consells insulars són les institucions de govern de les illes i n'exerceixen el govern, l'administració i la representació de manera autònoma en la gestió dels seus interessos. Com a tals, es consideren institucions de la comunitat autònoma de les Illes Balears.
Administrativament, les Illes Balears es divideixen en municipis: 5 a Eivissa, 1 a Formentera, 53 a Mallorca i 8 a Menorca. També existeixen comarques a Mallorca, si bé no té reconeixement oficial ni gaudeixen d'autonomia per a la gestió dels seus interessos, les seves fronteres són consensuades pels geògrafs.
La capital de les Illes Balears i de l'illa de Mallorca és a la ciutat de Palma. Hi ha la seu del Govern Balear, del Parlament i del Consell Insular de Mallorca.
Les capitals de cada illa són les següents: Palma de l'illa de Mallorca, Maó de l'illa de Menorca, Eivissa de l'illa d'Eivissa i Sant Francesc Xavier de l'illa de Formentera.

### Els símbols

Bandera oficial de les Illes Balears

Els símbols de les Illes Balears són integrats en la bandera. Aquests símbols són distintius i legitimats històricament: les quatre barres horitzontals sobre un fons groc, i el quarter de fons morat amb un castell blanc de cinc torres enmig. Cada illa també pot tenir la seva pròpia bandera.
Tanmateix, s'ha anat qüestionant, des de la seva oficialització l'ús preautonòmic de la bandera quarterada, també anomenada de "model americà", i la seva legitimació històrica; que moltes vegades només és considerada una modificació de la bandera de Mallorca, que de fet també és una bandera inspirada en l'escut de Palma.
L'altre símbol de les Illes Balears, és la diada de les Illes Balears, l'1 de març, data en què entrà en vigor l'Estatut d'Autonomia de 1983, i assenyalada també com a la fundació de iure del Regne de Mallorca (o "Regne de Mallorques", tot i que englobava les Illes Balears) mitjançant la signatura de la Carta de Franquesa pel rei Jaume I l'1 de març de 1230.

## Economia
El turisme a les Balears és l'element més determinant socioeconòmic de les darreres dècades. En 2021 les Illes Balears s'havien convertit en la comunitat de l'estat espanyol on menys havia crescut el producte interior brut (PIB) per càpita en els darrers quaranta-cinc anys a causa de la baixa productivitat del turisme, caient de la segona posició a la desena posició entre les comunitats, entre 2000 i 2020.
El comportament turístic, però, és diferent segons l'illa.
- Mallorca i Eivissa han tingut un flux turístic més intens i han rebut turistes principalment alemanys i anglesos (a parts iguals). A Eivissa també ha estat important l'afluència d'italians.
- Menorca ha entrat més tard en la indústria del turisme de masses i ha rebut turistes principalment anglesos.
- Formentera ha estat llargament apartada dels efectes de la indústria turística (a causa de la minsa mida de l'illa i la manca d'aigua potable) i ha rebut turistes principalment italians.

En totes les illes el turisme de la resta d'Espanya no representa més d'un quart del total, i a Eivissa és on és més marcat (principalment joves atrets per la fama de les seves discoteques).
El turisme ja es va iniciar al segle xix. El 1837 es va inaugurar la primera línia de vaixells de vapor entre Barcelona i Palma. Les descripcions de George Sand (Un hiver à Majorque, 1842), Frédéric Chopin, i l'arxiduc Lluís Salvador (Die Balearen, 1891), van difondre l'atracció per les illes.

## Demografia
Segons el cens del INE del 2011 la població era d'1.113.114 persones. Gairebé la meitat de la població de les illes viu a Palma o a la seva àrea metropolitana.

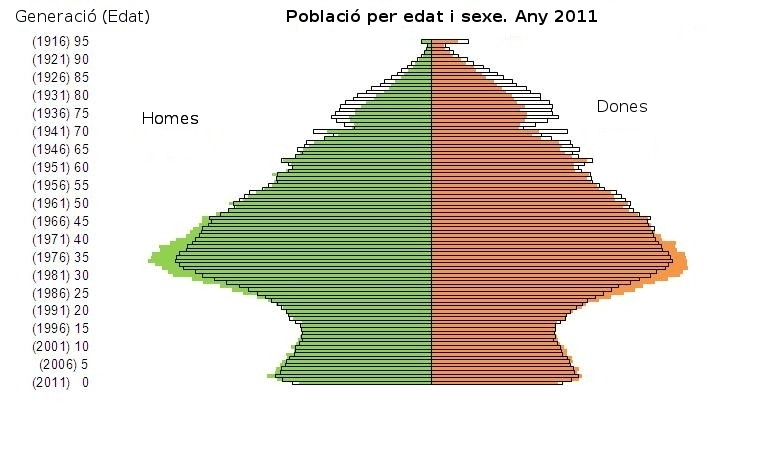
Piràmide de població de les illes Balears (Any 2011)

Població de les illes Balears el 2011 segons INE:
- Mallorca: 873.414 habitants (78,47% del total de les Illes), dels quals 383.107 viuen a Palma i 431.168 a la Part Forana.
- Menorca: 94.875 habitants (8,52% del total de les Illes).
- Eivissa: 134.460 habitants (12,08% del total de les Illes).
- Formentera: 10.365 habitants (0,93% del total de les Illes).

La població balear creix a ritme vertiginós (principalment per l'arribada d'estrangers o peninsulars). Per altra banda, i pel caràcter de la seua economia (basada principalment en el sector turístic), la població 'flotant' és molt important.
El 2024, 9 de cada 10 nous residents a les Balears són estrangers.

### Llengües
El català és la llengua pròpia de les illes Balears (així definida en el seu Estatut d'Autonomia) i cooficial, al costat del castellà, per ser-ho aquesta en tot l'Estat. Presenta uns trets dialectals propis.
El cas balear és semblant al de Catalunya, també aquí el factor principal en l'expansió del castellà ha estat la immigració, en mesura molt més gran que la substitució lingüística.
La situació sociolingüística del català a les illes Balears és diferent segons l'illa i la zona, a Menorca i a la Part Forana de Mallorca és on més es parla el català i a Palma i a Eivissa és on menys es parla. A més, a les zones turístiques, es parlen l'anglès i l'alemany. Encara que amb menys impacte, l'italià és també un idioma freqüent, sobretot a Formentera, que compta amb un alt índex de turisme d'aquesta nacionalitat.
D'acord amb les dades del cens de l'Institut d'Estadística de les Illes Balears de l'any 2001, i les dades sociolingüístiques de l'IEC del 2002, pel que fa al català la població es distribuiria de la següent manera: el sap parlar el 74,6%, l'entén el 93,1%, el sap llegir el 79,6%, el sap escriure el 46,9%. Per la seva banda, segons una enquesta duta a terme el 2003 per la Secretaria de Política Lingüística dels 1.113.114 habitants de les illes Balears l'entenen 749.100 (el 93,1%), el saben parlar 600.500 (el 74,6%), i és la llengua habitual de 404.800 persones (el 45,7%).
| Coneixement del català a les illes Balears | Coneixement del català a les illes Balears | Coneixement del català a les illes Balears |
| Coneixement                                | Persones                                   | Percentatge                                |
| ------------------------------------------ | ------------------------------------------ | ------------------------------------------ |
| L'entén                                    | 749.100                                    | 93,1%                                      |
| El sap parlar                              | 600.500                                    | 74,6%                                      |
| El sap llegir                              | 640.700                                    | 79,6%                                      |
| El sap escriure                            | 377.200                                    | 46,9%                                      |
| Població total major de 15 anys            | 804.800                                    | 100%                                       |

| Ús del català a les illes Balears | Ús del català a les illes Balears | Ús del català a les illes Balears |
|                                   | 2003                              | 2003                              |
| Persones                          | Percentatge                       |                                   |
| --------------------------------- | --------------------------------- | --------------------------------- |
| Llengua habitual                  | 404.800                           | 45,7%                             |
| Llengua materna                   | 343.200                           | 42,6%                             |

## Cultura

### Gastronomia
La gastronomia de les illes Balears és fruit de l'herència gastronòmica dels fenicis, romans, àrabs, catalans i italians, entre d'altres, i de la seua condició insular i marítima, és sobretot una cuina casolana de pagès i de mariner, amb un ús destacat del porc, de l'aviram, dels llegums, de l'arròs i del peix. Hi destaquen els produïts frescos locals, cuinats sovint d'una manera senzilla per gaudir millor del seu gust. Tanmateix, el fet de ser llocs de pas per a mariners i comerciants els ha permès desenvolupar una exportació d'aliments elaborats com el formatge, embotits, galetes, conserves de fruita com el figat o el codonyat, etc.
S'emmarca dins la cuina mediterrània i de la cuina dels Països Catalans, tot i que té les seves particularitats. Una d'elles és la necessitat de ser autònoma, i de vegades i fins i tot de supervivència, ja que cada illa podia passar temps sense contacte amb l'exterior, això mateix fa que la cuina de cada illa tingui una personalitat pròpia i diferenciada, adaptada a les condicions geogràfiques, climàtiques i històriques.
La cuina de les illes Balears és la cuina de Mallorca, Menorca i les Pitiüses, és a dir:
- La cuina de Mallorca
- La cuina de Menorca
- La cuina d'Eivissa i Formentera

### Races autòctones

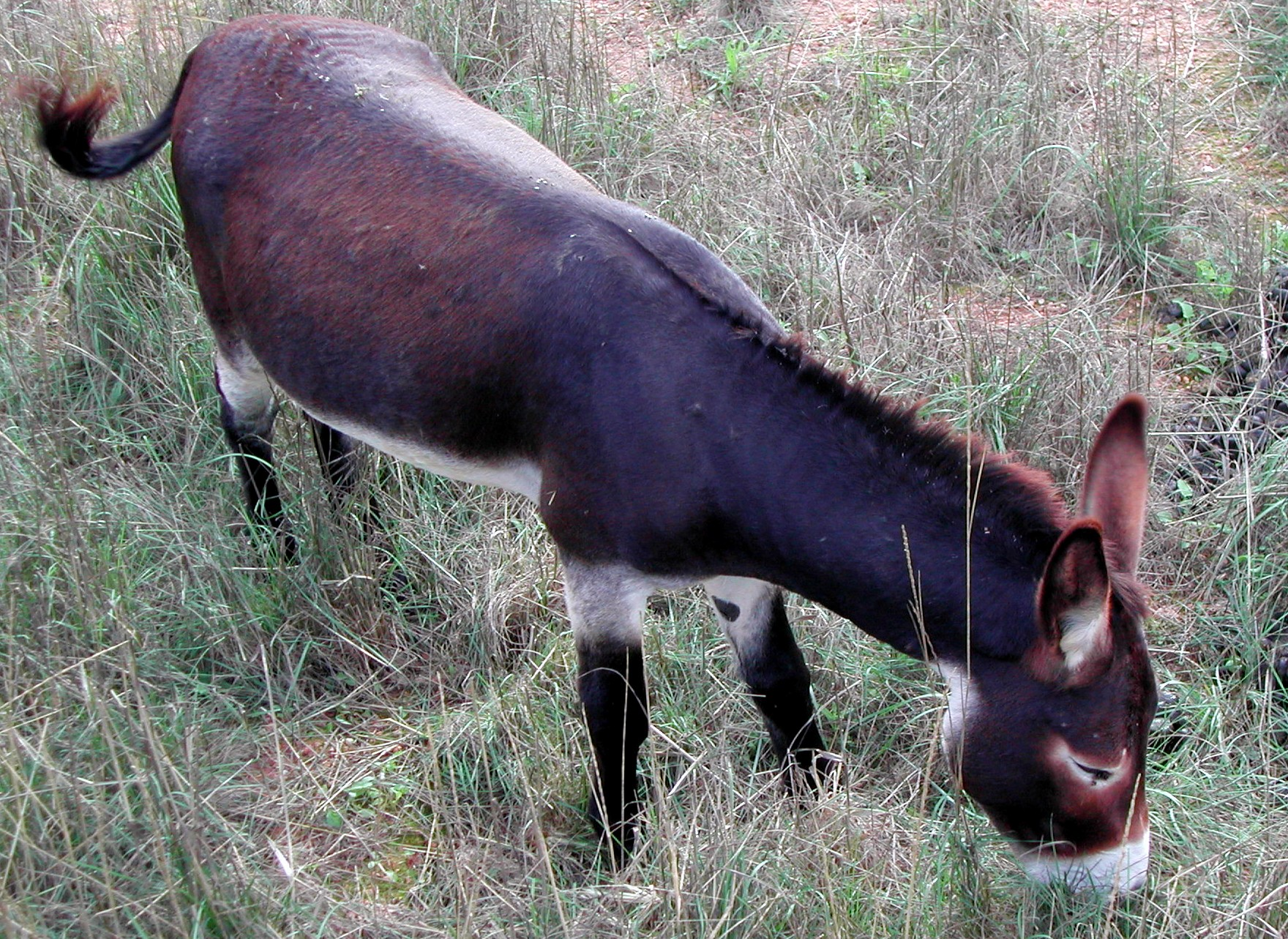
L'ase mallorquí.

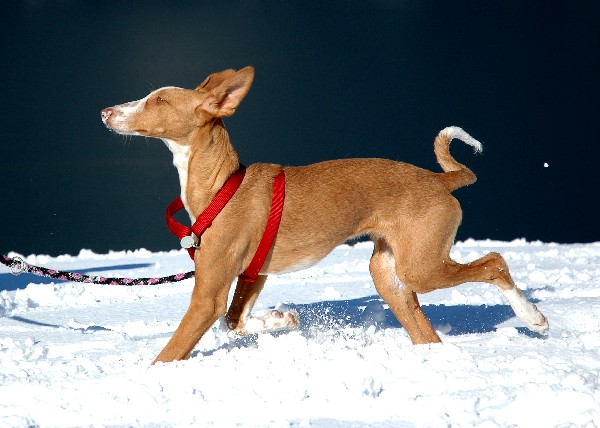
Ca eivissenc.

Aquestes són les races autòctones de les illes Balears que popularment, tradicionalment, i científicament, són considerades genuïnes i no són criades enlloc més que a les illes Balears i que mantenen unes característiques fenotípiques i genotípiques constants. Hi destaquen els cavalls (el cavall mallorquí i el cavall menorquí) amb una gran tradició sobretot a Menorca, amb els anomenats jaleos. També destaquen l'ase mallorquí, la vaca mallorquina, la vaca menorquina, el porc negre, la cabra mallorquina, la cabra pitiüsa, l'ovella blanca mallorquina, l'ovella roja mallorquina, l'ovella d'Artà (extinta), l'ovella menorquina i l'ovella eivissenca. Els cans autòctons són el ca de bou, el ca de bestiar, el ca mè, el ca rater, el ca eivissenc i el ca de conills.
Entre els animals de granja destaquen el conill pagès d'Eivissa, la gallina mallorquina, la gallina menorquina, la gallina eivissenca, l'indiot mallorquí, el gall dindi de Menorca, l'ànnera mallorquina, el colom de Casta Grossa, el colom d'escampadissa, el colom de pinta, el colom borino, el colom gavatxut mallorquí i el colom nas de xot.